# Fenerbahçe Istanbul
Fenerbahçe Istanbul [feˈnɛrbahˌtʃɛ] (offiziell Fenerbahçe Futbol A.Ş.; kurz Fener) ist ein türkischer Fußballverein aus Kadıköy in Istanbul und bildet die Fußballabteilung des Fenerbahçe Spor Kulübü.
Fenerbahçe gehört zu den erfolgreichsten türkischen Fußballvereinen und erreichte seit Gründung der Türkischen Fußballföderation (TFF) 1923 bisher 28 nationale Meisterschaftstitel und ist damit gesamthistorisch Fußball-Rekordmeister der Türkei. 19 der Meisterschaftstitel erreichte Fenerbahçe in der 1959 gegründeten Süper Lig, der die Mannschaft ununterbrochen angehört. Fenerbahçe steht in der Ewigen Tabelle der Süper Lig auf Platz 1 und gewann unter anderem weitere Fußballwettbewerbe (siehe weitere Erfolge). Der Fußballverein gewann als erste türkische Mannschaft einen europäischen Titel mit dem Sieg im Balkanpokal der Saison 1966/67. Die bislang größten Erfolge in UEFA-Wettbewerben waren der Einzug ins Viertelfinale der Champions League, der Viertelfinaleinzug im Europapokal der Pokalsieger und das Erreichen des Halbfinals in der Europa League.

## Geschichte
Fenerbahçe wurde offiziell 1907 in Kadıköy (Istanbul) mit dem Vereinsnamen Fenerbahçe Futbol Kulübü (deutsch Fenerbahçe Fußball Klub) gegründet, welches anfänglich ausschließlich ein Fußballverein war. Die Gründung fand im Erdgeschoss eines Hauses in der Beşbıyık Sokağı 3 (deutsch: Beşbıyık-Straße 3) im Stadtviertel Moda von Kadıköy statt. Die offiziellen Gründer waren Nurizade Ziya Songülen, Bankangestellter der Ottomanischen Bank Ayetullah, Marine-Schüler Necip Okaner, Asaf Beşpınar und Enver Yetiker. Sie gründeten den Verein geheim, da Sultan Abdülhamid II. die Gründung von Vereinen untersagt hatte. Nach der ersten Sitzung der Gründer wurde Nurizade Ziya Songülen zum ersten Präsidenten gewählt, während Ayetullah Generalsekretär und Necip Okaner Mannschaftskapitän und Kassenwart wurden.
1908 erfolgte eine osmanische Gesetzesänderung, nach der sich Vereine registrieren lassen mussten. Fenerbahçe Futbol Kulübü war der erste (osmanische bzw.) türkische Verein, der dieser Pflicht nachkam. Die erste Fußballmannschaft bestand u. a. aus Asaf, Ziya Hasan, Sami, Ayetullah, Mazhar, Necip Fethi, Galip, Huseyin, Hasan und Nevzat. Die Sportler der ersten Stunde stiegen 1908/09 in die Istanbuler Liga ein und gewannen 1912/13 ihre erste Meisterschaft ohne dabei eine einzige Niederlage zu erleiden.
Fenerbahçe spielte auch während des Ersten Weltkrieges. Während des Krieges spielte die Mannschaft gegen Auswahl-Teams der militärischen Besatzer Istanbuls (1918–1923) aus Großbritannien und aus der Französischen Republik. Sie bestritten in fünf Jahren 50 Spiele, bis auf fünf Spiele blieben sie unbesiegt und errangen dabei 41 Siege.

### Emblem
Das heutige Emblem und die Vereinsfarben wurden 1910 geändert, als das Abzeichen von Topuz Hikmet neu entworfen und die Farben von Weiß und Gelb in Gelb und Marineblau geändert wurden. Das Fenerbahçe-Emblem wurde von Topuz Hikmet entworfen, einem Fußballspieler dieser Zeit, und wurde von Tevfik Haccar, einem Steinmetz aus London, angefertigt. Das Emblem besteht aus fünf Farben: der weiße Teil in Ringform, in dem der Schriftzug „Fenerbahçe Spor Kulübü 1907“ steht, stellt Reinheit und Offenherzigkeit dar, der rote steht für Liebe und die Zugehörigkeit zur Türkei, der Gelbe symbolisiert Bewunderung und Neid, während Marine für den Adel steht, das stehende Eichenblatt symbolisiert die Kraft und Macht von Fenerbahçe, und das Grün sagt aus, dass der Erfolg von Fenerbahçe ewig sein wird.

### Präsident

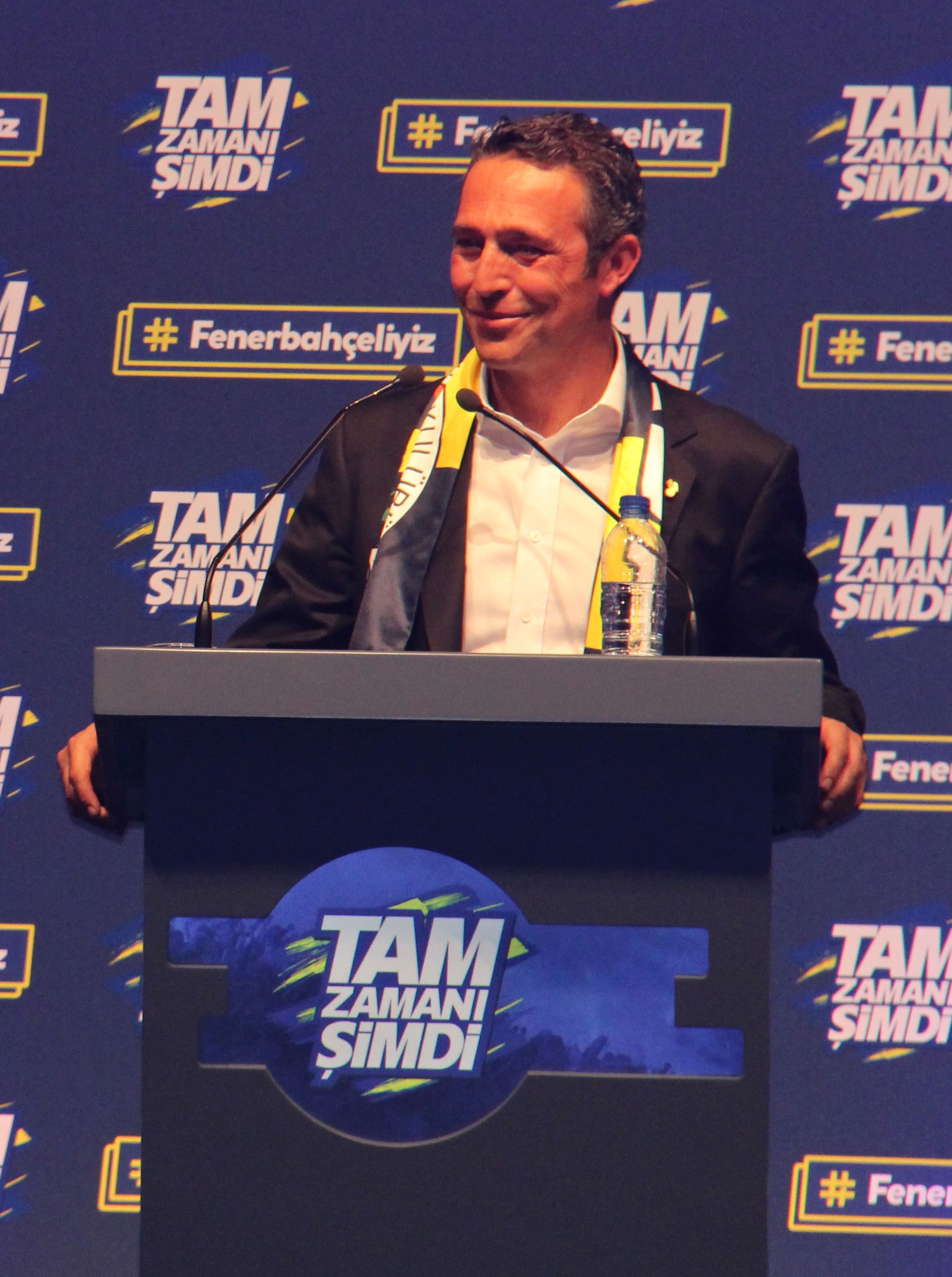
Amtierender Vereinspräsident Ali Koç (2018)

Ali Koç, Unternehmer, Mitglied der einflussreichen Koç-Familie und amtierender Vereinspräsident seit Sommer 2018.
Er gewann die Präsidentschaftswahlen im Juni 2018 mit 16.092 (ca. 78 %) zu 4.644 Stimmen (ca. 22 %) gegen den ehemaligen amtierenden Vereinspräsidenten Aziz Yıldırım, somit beendete er die 20-jährige Aziz-Yıldırım-Präsidentschaftsära und wurde zum 37. Präsidenten von Fenerbahçe.

### Manipulationsverdacht 2011 und die Folgen
Am 3. Juli 2011 nahm ein Istanbuler Gericht führende Vorstandsmitglieder und Mitarbeiter des türkischen Meisters Fenerbahçe Istanbul wegen des Verdachts auf Spielmanipulation in Untersuchungshaft. Darunter waren auch der Präsident Aziz Yıldırım, die Vizepräsidenten Mehmet Şekip Mosturoğlu und İlhan Yüksel Ekşioğlu, der kaufmännische Geschäftsführer (CFO) Tamer Yelkovan und der Koordinator für Amateurbereiche Cemil Turan. Dem Verein wurde vorgeworfen, eine kriminelle Vereinigung gebildet zu haben, um Fußballspiele zu manipulieren. Der türkische Fußballverband TFF erklärte zunächst, auf Basis der vorgelegten Beweise schnell eine Entscheidung zu treffen, musste jedoch am 15. August einräumen, nach ausführlichen Untersuchungen einer Ethikkommission noch keine Entscheidung treffen zu können. Als Sanktionen drohten dem Verein die Aberkennung des Meistertitels und/oder ein Zwangsabstieg. Bis heute erfolgte durch den Verband jedoch keine Bestrafung des Vereines, der Meistertitel wurde ebenfalls nicht aberkannt.
Die Justiz überprüfte insbesondere diverse Rückrundenspiele von Fenerbahçe aus der Meistersaison 2010/2011. Laut der türkischen Presse ging es um den Vorwurf, Vereine seien von Fenerbahçe bestochen worden, Spiele zugunsten Fenerbahçes zu verlieren und so die 18. Meisterschaft der Istanbuler gesichert zu haben. Fenerbahçe wies die Beschuldigungen der Ermittler zurück. Nachdem vermeintliche Aufzeichnungen von Telefongesprächen und Verhörprotokollen unerlaubt an die Presse gelangt waren, sprach die Istanbuler Staatsanwaltschaft am 22. August ein Berichterstattungsverbot aus, weil die Privatsphäre einzelner Personen verletzt worden sei.
Am 24. August 2011, einen Tag vor der Gruppenauslosung der UEFA Champions League 2011/12, nahm der türkische Fußballverband auf Wunsch der UEFA Fenerbahçe aus dem europäischen Wettbewerb und ersetzte den Verein durch den Vizemeister Trabzonspor. Ein von Fenerbahçe am 26. August 2011 erwogener freiwilliger Abstieg aus der Süper Lig wurde vom türkischen Fußballverband in erster Linie abgelehnt, weil kein schriftlicher Antrag dazu vorlag.
Wegen des Ausschlusses aus der Champions League in der Saison 2011/12 und der damit entgehenden Einnahmen wurden Leistungsträger wie Diego Lugano an Paris Saint-Germain für etwa 2,93 Millionen Euro, André Santos an den FC Arsenal für sieben Millionen Euro und Mamadou Niang an Al-Sadd für 7,5 Millionen Euro verkauft. Wegen seiner unrechtmäßigen Festnahme und wegen des Manipulationsverdachtes hatte bereits am 22. Juli 2011 Emmanuel Emenike den Verein nach nur zwei Monaten verlassen. Emenike lehnte ein anderes Engagement in der Türkei ab und wechselte für zehn Millionen Euro zu Spartak Moskau.
Am 1. September 2011 reichten die Anwälte Emin Özkurt und Jean-Louis Dupont im Auftrag von Fenerbahçe eine Klage gegen den türkischen Fußballverband (TFF) und die UEFA beim Internationalen Sportgerichtshof (CAS) ein. Fenerbahçe verlangte wahlweise eine Entschädigung in Höhe von 45 Mio. € oder eine Wiederaufnahme in die UEFA Champions League 2011/12 durch das Gericht. 
Im Juni 2013 verhängte die Kontroll- und Disziplinarkammer der UEFA wegen des Manipulationsskandals für die folgenden drei Spielzeiten ein Startverbot über Fenerbahçe für alle europäischen Wettbewerbe.

### Weitere Geschichte
Im Juli 2019 wurde bekannt, dass die rechtsprechende Kammer der Finanzkontrollstelle der UEFA den Verein wegen Verstößen gegen das Financial Fairplay erneut bestraft hat. Der Verein wurde mit einer Strafe in Höhe von zwei Millionen Euro belegt. Diese Summe soll Fenerbahçe von den Erlösen aus UEFA-Clubwettbewerben vorenthalten werden. Die Strafe wird von der UEFA um eine Million Euro reduziert, wenn der Verein bis zum 15. Oktober 2019 Schritte zur wirtschaftlichen Gesundung nachweisen kann. Zudem wird Fenerbahçe in den Spielzeiten 2020/21 und 2021/22 neue Spieler für UEFA-Wettbewerbe nur beschränkt verpflichten, sofern die Transferbilanz nicht positiv ausfällt.

## Erfolge und Rankings
Nach Gründungen der Türkischen Fußballföderation (TFF) und der Republik Türkiye 1923 erreichte Fenerbahçe Istanbul 1933 als Regionalmeister der İstanbul Futbol Ligi 1932/33 seine Erstqualifikation für die Türkiye Futbol Şampiyonası (deutsch Türkische Fußballmeisterschaft); die historisch erste türkische Fußball-Nationalmeisterschaft der TFF, die 1924 eingeführt wurde. Dort gewann Fenerbahçe in seiner Erstteilnahme seine erste türkische Nationalmeisterschaft in der Finalrunde mit einem 8:0-Finalsieg im November 1933 über İzmirspor. Damit ist Fenerbahçe die erste Fußballmannschaft unter den 3 Großen Istanbuler Vereinsmannschaften (Beşiktaş Istanbul, Galatasaray Istanbul), die die Türkiye Futbol Şampiyonası gewann. Danach qualifizierte sich Fenerbahçe später für vier weitere Finalrunden der Türkiye Futbol Şampiyonası und erspielte sich dort weitere zwei Meistertitel und zwei Vizemeistertitel.
Die TFF führte 1936/37 mit der Millî Küme (deutsch Nationalen Liga) die historisch zweite türkische Fußball-Nationalmeisterschaft beziehungsweise erstmals eine nationale Ligameisterschaft ein; mit regelmäßigen Auswärtsspielen im Spielwettbewerb-Modus des Doppelrundenturniers. Fenerbahçe konnte sich neben Beşiktaş Istanbul regelmäßig über die İstanbul Futbol Ligi für alle Millî-Küme-Saisons qualifizieren. Des Weiteren gewann Fenerbahçe mit seiner Erstqualifikation die Premieren-Saison 1937 vor dem Erzrivalen Galatasaray. Danach erspielte sich Fenerbahçe in weiteren Saisons der Millî Küme weitere fünf Meistertitel und zwei Vizemeistertitel, damit wurde Fenerbahçe alleiniger Rekordmeister der Millî Küme.
Die TFF führte 1959 mit der Millî Lig (deutsch Nationalen Liga), heutzutage Süper Lig (deutsch Super Liga) genannt, historisch die vierte und aktuellste türkische Fußball-Nationalmeisterschaft beziehungsweise die erste offizielle professionelle Meisterschaft ein. Die Premieren-Saison 1959 gewann Fenerbahçe die Meisterschaft in den Finalspielen gegen den Erzrivalen Galatasaray mit einem 4:1-Gesamtergebnis. In den nächsten sechs Jahrzehnten erspielte sich Fenerbahçe weitere 18 Süper-Lig-Meistertitel. Des Weiteren belegt Fenerbahçe in der ewigen Tabelle der Süper Lig den 1. Platz mit über 30 Punkten Vorsprung vor dem Erzrivalen Galatasaray Istanbul.
Fenerbahçe ist de facto mit insgesamt 28 türkischen Nationalmeisterschaftstiteln, bestehend aus 19-Süper-Lig-, 6 Millî-Küme- und 3 Türkiye-Futbol-Şampiyonası-Meistertitel, gesamthistorisch Fußball-Rekordmeister der Türkei im Herrenfußball. Bis heute hat der Verein in der Türkei im Herrenfußball die meisten Fußballsiegertrophäen gewonnen und damit gehört sie zu den erfolgreichsten Fußballmannschaften der Türkei.

### Nationale Erfolge
- Türkische Nationalmeisterschaften: 28 Meistertitel (Rekord) bestehend aus …[9][10][8]
  - Süper Lig (ab 1959):[41]
    - 19 × Meister: 1959, 1961, 1964, 1965, 1968, 1970, 1974, 1975, 1978, 1983, 1985, 1989, 1996, 2001, 2004, 2005, 2007, 2011, 2014
    - 25 × Vizemeister: 1960, 1962, 1967, 1971, 1973, 1976, 1977, 1980, 1984, 1990, 1992, 1994, 1998, 2002, 2006, 2008, 2010, 2012, 2013, 2015, 2016, 2018, 2022, 2023, 2024

  - Millî Küme (1937–1950):[41]
    - 6 × Meister: 1937, 1940, 1943, 1945, 1946, 1950
    - 2 × Vizemeister: 1944, 1947

  - Türkiye Futbol Şampiyonası (1924–1951):[41]
    - 3 × Meister: 1933, 1935, 1944
    - 2 × Vizemeister: 1940, 1947
- Türkischer Pokal (Türkiye Kupasi):[41][14]
  - 07 × Sieger: 1968, 1974, 1979, 1983, 2012, 2013, 2023
  - 11 × Finalist: 1963, 1965, 1989, 1996, 2001, 2005, 2006, 2009, 2010, 2016, 2018
- Türkischer Supercup (TFF Süper Kupa, ehemals Cumhurbaşkanlığı Kupası):[41]
  - 9 × Sieger: 1968, 1973, 1975, 1984, 1985, 1990, 2007, 2009, 2014
- Premierminister-Pokal (Başbakanlık Kupası):[41]
  - 8 × Sieger: 1945, 1946, 1950, 1973, 1980, 1988, 1992, 1998
- Atatürk-Pokal (Atatürk Kupasi):[41]
  - 2 × Sieger: 1964, 1998
- Spor-Toto-Pokal (Spor Toto Kupasi):[41]
  - 1 × Sieger: 1967
- etc.

### Regionale Erfolge
- Istanbuler Meisterschaften: 16 Meistertitel (Rekord) aus …[8][42]
  - Istanbul Profi-Liga (İstanbul Profesyonel Ligi) 1952–1959:[41]
    - 3 × Meister: 1952/53, 1956/57, 1958/59
    - 2 × Vizemeister: 1955/56, 1957/58

  - Istanbul Liga (İstanbul Ligi) 1924–1951:[41]
    - 08 × Meister: 1929/30, 1932/33, 1934/35, 1935/36, 1936/37, 1943/44, 1946/47, 1947/48
    - 13 × Vizemeister: 1925/26, 1926/27, 1928/29, 1930/31, 1933/34, 1937/38, 1938/39, 1939/40, 1940/41, 1942/43, 1944/45, 1945/46, 1949/50

  - Istanbul Freitagsliga (İstanbul Cuma Ligi) 1915–1923:[41]
    - 2 × Meister: 1920/21, 1922/23
    - 3 × Vizemeister: 1915/16, 1917/18, 1921/22

  - Istanbul Sonntagsliga (İstanbul Pazar Ligi) 1905–1915:[41]
    - 3 × Meister: 1911/12, 1913/14, 1914/15
    - 1 × Vizemeister: 1908/09
- Pokal des Türkischen Sportjournalisten-Vereins – Istanbul (TSYD Kupası – İstanbul):
  - 12 × Sieger: 1969, 1973, 1975, 1976, 1978, 1979, 1980, 1982, 1985, 1986, 1994, 1995
- Istanbul-Shield (İstanbul Şildi):[41]
  - 4 × Sieger: 1930, 1934, 1938, 1939
- Marine-Pokal (Donanma Kupası):[41]
  - 4 × Sieger: 1982, 1983, 1984, 1985
- Istanbul-Pokal (İstanbul Kupası):[41]
  - 1 × Sieger: 1945
  - 2 × Finalist: 1942, 1944
- etc.

### Internationale Erfolge

#### Balkanpokal
- Sieger 1966/67,[11][41][14] gewonnen im Entscheidungsspiel gegen AEK Athen[43]

| Saison  | Wettbewerb  | Runde        | Gegner              | Gesamt | Hin     | Rück    |
| ------- | ----------- | ------------ | ------------------- | ------ | ------- | ------- |
| 1966/67 | Balkanpokal | Gruppenphase | Tscherno More Warna | 4:0    | 1:0 (A) | 3:0 (H) |
| 1966/67 | Balkanpokal | Gruppenphase | UTA Arad            | 3:1    | 3:0 (H) | 0:1 (A) |
| 1966/67 | Balkanpokal | Gruppenphase | Partizani Tirana    | 3:4    | 0:2 (A) | 3:2 (H) |
| 1966/67 | Balkanpokal | Finale       | AEK Athen           | 5:3    | 1:2 (A) | 1:0 (H) |
| 1966/67 | Balkanpokal | Finale       | AEK Athen           | 5:3    | 3:1 (H) |         |

Gesamtbilanz: 9 Spiele, 6 Siege, 3 Niederlagen, 15:8 Tore (Tordifferenz +7)

#### UEFA Champions League
- Viertelfinalist 2007/08,[12][14] ausgeschieden gegen den späteren Finalisten FC Chelsea

| Saison  | Wettbewerb            | Runde                  | Gegner         | Gesamt          | Hin     | Rück          |
| ------- | --------------------- | ---------------------- | -------------- | --------------- | ------- | ------------- |
| 2007/08 | UEFA Champions League | 3. Qualifikationsrunde | RSC Anderlecht | 3:0             | 1:0 (H) | 2:0 (A)       |
| 2007/08 | UEFA Champions League | Gruppenphase           | Inter Mailand  | 1:3             | 1:0 (H) | 0:3 (A)       |
| 2007/08 | UEFA Champions League | Gruppenphase           | ZSKA Moskau    | 5:3             | 2:2 (A) | 3:1 (H)       |
| 2007/08 | UEFA Champions League | Gruppenphase           | PSV Eindhoven  | 2:0             | 0:0 (A) | 2:0 (H)       |
| 2007/08 | UEFA Champions League | Achtelfinale           | FC Sevilla     | 5:5 (3:2 i. E.) | 3:2 (H) | 2:3 n. V. (A) |
| 2007/08 | UEFA Champions League | Viertelfinale          | FC Chelsea     | 2:3             | 2:1 (H) | 0:2 (A)       |

Gesamtbilanz: 12 Spiele, 7 Siege, 2 Unentschieden, 3 Niederlagen, 18:14 Tore (Tordifferenz +4)

#### UEFA Europapokal der Pokalsieger
- Viertelfinalist 1963/64,[12][14] ausgeschieden im Entscheidungsspiel gegen den späteren Finalisten MTK Budapest

| Saison  | Wettbewerb                  | Runde         | Gegner            | Gesamt | Hin     | Rück    |
| ------- | --------------------------- | ------------- | ----------------- | ------ | ------- | ------- |
| 1963/64 | Europapokal der Pokalsieger | Vorrunde      | Petrolul Ploiești | 4:2    | 4:1 (H) | 0:1 (A) |
| 1963/64 | Europapokal der Pokalsieger | 1. Runde      | Linfield FC       | 4:3    | 4:1 (H) | 0:2 (A) |
| 1963/64 | Europapokal der Pokalsieger | Viertelfinale | MTK Budapest      | 3:4    | 0:2 (A) | 3:1 (H) |
| 1963/64 | Europapokal der Pokalsieger | Viertelfinale | MTK Budapest      | 3:4    | 0:1 (N) |         |

Gesamtbilanz: 7 Spiele, 3 Siege, 4 Niederlagen, 11:9 Tore (Tordifferenz +2)

#### UEFA Europa League
- Halbfinalist 2012/13,[12] ausgeschieden gegen den späteren Finalisten Benfica Lissabon

| Saison  | Wettbewerb         | Runde             | Gegner              | Gesamt | Hin     | Rück    |
| ------- | ------------------ | ----------------- | ------------------- | ------ | ------- | ------- |
| 2012/13 | UEFA Europa League | Gruppenphase      | Olympique Marseille | 3:2    | 2:2 (H) | 1:0 (A) |
| 2012/13 | UEFA Europa League | Gruppenphase      | Borussia M'gladbach | 4:5    | 4:2 (A) | 0:3 (H) |
| 2012/13 | UEFA Europa League | Gruppenphase      | AEL Limassol        | 3:0    | 1:0 (A) | 2:0 (H) |
| 2012/13 | UEFA Europa League | Sechzehntelfinale | BATE Borisov        | 1:0    | 0:0 (A) | 1:0 (H) |
| 2012/13 | UEFA Europa League | Achtelfinale      | Viktoria Pilsen     | 2:1    | 1:0 (A) | 1:1 (H) |
| 2012/13 | UEFA Europa League | Viertelfinale     | Lazio Rom           | 3:1    | 2:0 (H) | 1:1 (A) |
| 2012/13 | UEFA Europa League | Halbfinale        | Benfica Lissabon    | 2:3    | 1:0 (H) | 1:3 (A) |

Gesamtbilanz: 14 Spiele, 8 Siege, 4 Unentschieden, 2 Niederlagen, 18:12 Tore (Tordifferenz +6)

#### UEFA Conference League
- Viertelfinalist 2023/24,[44] ausgeschieden gegen den späteren Finalisten Olympiakos Piräus

| Saison  | Wettbewerb                    | Runde                  | Gegner               | Gesamt          | Hin     | Rück          |
| ------- | ----------------------------- | ---------------------- | -------------------- | --------------- | ------- | ------------- |
| 2023/24 | UEFA Europa Conference League | 2. Qualifikationsrunde | Zimbru Chișinău      | 9:0             | 5:0 (H) | 4:0 (A)       |
| 2023/24 | UEFA Europa Conference League | 3. Qualifikationsrunde | NK Maribor           | 3:0             | 1:0 (H) | 2:0 (A)       |
| 2023/24 | UEFA Europa Conference League | Play-offs              | Twente Enschede      | 6:1             | 5:1 (H) | 1:0 (A)       |
| 2023/24 | UEFA Europa Conference League | Gruppenphase           | FC Nordsjælland      | 4:7             | 3:1 (H) | 1:6 (A)       |
| 2023/24 | UEFA Europa Conference League | Gruppenphase           | Spartak Trnava       | 6:1             | 2:1 (A) | 4:0 (H)       |
| 2023/24 | UEFA Europa Conference League | Gruppenphase           | Ludogorez Rasgrad    | 3:3             | 3:1 (H) | 0:2 (A)       |
| 2023/24 | UEFA Europa Conference League | Achtelfinale           | Union Saint-Gilloise | 3:1             | 3:0 (A) | 0:1 (H)       |
| 2023/24 | UEFA Europa Conference League | Viertelfinale          | Olympiakos Piräus    | 3:3 (3:2 i. E.) | 2:3 (A) | 1:0 n. V. (H) |

Gesamtbilanz: 16 Spiele, 12 Siege, 4 Niederlagen, 37:16 Tore (Tordifferenz +21)

### Ranglisten
Auszüge aus fußballerischen Ranglisten der Männer …
| Rang                                 | Vereinsmannschaft    | Spiel- siege | erzielte Tore | Punkte |
| ------------------------------------ | -------------------- | ------------ | ------------- | ------ |
| 1.                                   | Fenerbahçe Istanbul  | 1287         | 4030          | 4435   |
| 2.                                   | Galatasaray Istanbul | 1282         | 3985          | 4395   |
| 3.                                   | Beşiktaş Istanbul    | 1202         | 3664          | 4212   |
| 4.                                   | Trabzonspor          | 855          | 2698          | 3031   |
| 5.                                   | Bursaspor            | 572          | 1965          | 2189   |
| Stand: 36. Spieltag (Saison 2024/25) |                      |              |               |        |

| Rang                  | Vereinsmannschaft     | Kontinental- verband | Punkte |
| --------------------- | --------------------- | -------------------- | ------ |
| 26.                   | Palmeiras São Paulo   | CONMEBOL             | 256    |
| 27.                   | Corinthians São Paulo | CONMEBOL             | 255    |
| 27.                   | Fenerbahçe Istanbul   | UEFA                 | 255    |
| 29.                   | FC Brügge             | UEFA                 | 254    |
| 30.                   | Benfica Lissabon      | UEFA                 | 252    |
| Stand: 30. April 2025 |                       |                      |        |

| Rang                | Vereinsmannschaft    | Meistertitel vor 1959 | Süper-Lig- Meistertitel | Gesamt |
| ------------------- | -------------------- | --------------------- | ----------------------- | ------ |
| 1.                  | Fenerbahçe Istanbul  | 9                     | 19                      | 28     |
| 2.                  | Galatasaray Istanbul | 1                     | 25                      | 26     |
| 3.                  | Beşiktaş Istanbul    | 7                     | 14                      | 21     |
| 4.                  | Trabzonspor          | 0                     | 7                       | 7      |
| 5.                  | Harbiye / Harp Okulu | 3                     | 0                       | 3      |
| Stand: 19. Mai 2025 |                      |                       |                         |        |

| Rang                | Vereinsmannschaft   | Punkte der Saison 2024/25 | Punkte der letzten 5 Saisons |
| ------------------- | ------------------- | ------------------------- | ---------------------------- |
| 45.                 | Olympique Marseille | 0,000                     | 48,000                       |
| 46.                 | Aston Villa         | 30,250                    | 47,250                       |
| 47.                 | Fenerbahçe Istanbul | 11,250                    | 47,250                       |
| 48.                 | Sporting Braga      | 7,000                     | 46,000                       |
| 49.                 | FC Kopenhagen       | 7,375                     | 44,875                       |
| Stand: 15. Mai 2025 |                     |                           |                              |

## Spieler und Trainer

### Trainer- und Betreuerstab

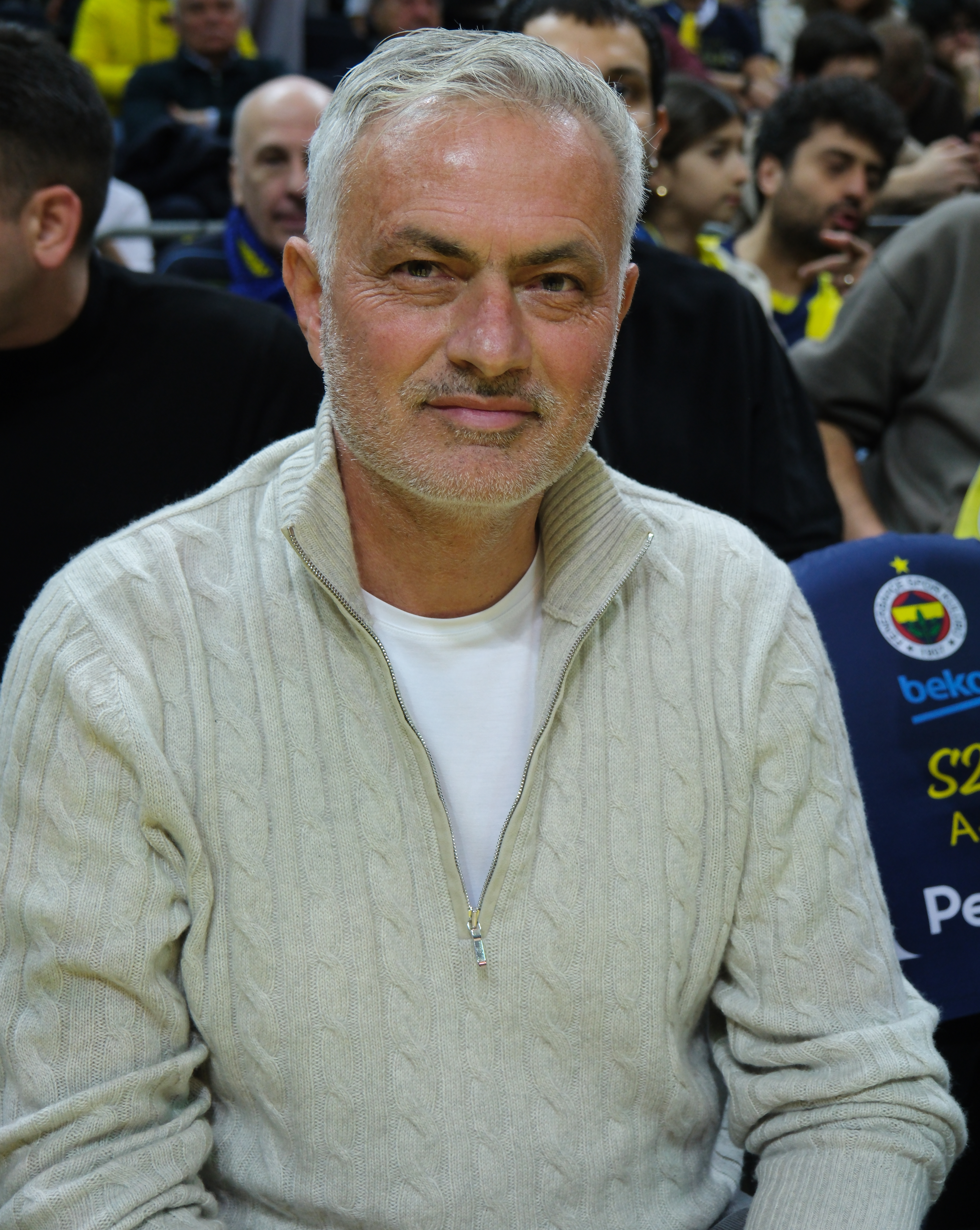
José Mourinho (2025)

| Trainer- und Betreuerstab 2024/25 | Trainer- und Betreuerstab 2024/25 | Trainer- und Betreuerstab 2024/25 |
| Nat.                              | Name                              | Funktion                          |
| Trainerstab                       | Trainerstab                       | Trainerstab                       |
| --------------------------------- | --------------------------------- | --------------------------------- |
| Portugiese                        | José Mourinho                     | Cheftrainer                       |
| Italiener                         | Salvatore Foti                    | Co-Trainer                        |
| Italiener                         | Luca Fatiga                       | Co-Trainer                        |
| Türke                             | Zeki Murat Göle                   | Co-Trainer                        |
| Kroate                            | Sandro Zufic                      | Torwarttrainer                    |
| Türke                             | Yasin Cirav                       | Torwarttrainer Assistant          |
| Italiener                         | Stefano Rapetti                   | Athletic Trainer                  |
| Türke                             | Halil Filik                       | Athletic Trainer                  |
| Türke                             | Cihan Mert Cengiz                 | Athletic Trainer                  |
| Analyse Abteilung                 |                                   |                                   |
| Italiener                         | Michele Salzarulo                 | Chefanalytiker                    |
| Italiener                         | Giovanni Cerra                    | Chefanalytiker                    |
| Portugiese                        | Ricardo Formosinho                | Taktik- und Performance-Analyst   |
| Türke                             | Melikşah Sezgin                   | Spielanalyst                      |
| Türke                             | Mehmet Turhan Demir               | Spielanalyst                      |
| Sportliche Leitung                |                                   |                                   |
| Portugiese                        | Mário Branco                      | Sportdirektor (Fußball)           |
| Türke                             | Okan Özkan                        | Sportdirektor Assistant (Fußball) |
| Türke                             | Emir Yolaç                        | Teammanager                       |
| Türke                             | Alper Yemeniciler                 | Medienverantwortliche             |

### Kader
| Spielerkader der Saison 2025/26 für die Süper Lig                                      | Spielerkader der Saison 2025/26 für die Süper Lig | Spielerkader der Saison 2025/26 für die Süper Lig | Spielerkader der Saison 2025/26 für die Süper Lig | Spielerkader der Saison 2025/26 für die Süper Lig | Spielerkader der Saison 2025/26 für die Süper Lig | Spielerkader der Saison 2025/26 für die Süper Lig | Spielerkader der Saison 2025/26 für die Süper Lig | Spielerkader der Saison 2025/26 für die Süper Lig |
| Nr.                                                                                    | Nat.                                              | Spieler                                           | Geburtsdatum (Alter)                              | im Verein seit                                    | Vertrag bis                                       | vorheriger Verein                                 | Süper Lig-Spiele                                  | Süper Lig-Tore                                    |
| Torhüter                                                                               | Torhüter                                          | Torhüter                                          | Torhüter                                          | Torhüter                                          | Torhüter                                          | Torhüter                                          | Torhüter                                          | Torhüter                                          |
| -------------------------------------------------------------------------------------- | ------------------------------------------------- | ------------------------------------------------- | ------------------------------------------------- | ------------------------------------------------- | ------------------------------------------------- | ------------------------------------------------- | ------------------------------------------------- | ------------------------------------------------- |
| 1                                                                                      | Türke                                             | İrfan Can Eğribayat                               | 30. Juni 1998 (27)                                | 2022                                              | 2027                                              | Göztepe Izmir                                     | 87                                                | 0                                                 |
| 13                                                                                     | Türke                                             | Tarık Çetin                                       | 8. Jan. 1997 (28)                                 | 2025                                              | 2026                                              | Çaykur Rizespor                                   | 45                                                | 0                                                 |
| 40                                                                                     | Kroate                                            | Dominik Livaković                                 | 9. Jan. 1995 (30)                                 | 2023                                              | 2028                                              | Dinamo Zagreb                                     | 50                                                | 0                                                 |
| Abwehr                                                                                 |                                                   |                                                   |                                                   |                                                   |                                                   |                                                   |                                                   |                                                   |
| 3                                                                                      | Brasilianer                                       | Diego Carlos                                      | 15. März 1993 (32)                                | 2025                                              | 2028                                              | Aston Villa                                       | 2                                                 | 0                                                 |
| 4                                                                                      | Türke                                             | Çağlar Söyüncü                                    | 23. Mai 1996 (29)                                 | 2024                                              | 2027                                              | Atlético Madrid                                   | 31                                                | 3                                                 |
| 6                                                                                      | Ghanaer Franzose                                  | Alexander Djiku                                   | 9. Aug. 1994 (31)                                 | 2023                                              | 2026                                              | Racing Straßburg                                  | 43                                                | 3                                                 |
| 14                                                                                     | Türke                                             | Yiğit Efe Demir                                   | 2. Aug. 2004 (21)                                 | 2022                                              | 2026                                              | eigene Jugend                                     | 0                                                 | 0                                                 |
| 18                                                                                     | Türke Österreicher                                | Mert Müldür                                       | 3. Apr. 1999 (26)                                 | 2023                                              | 2027                                              | US Sassuolo Calcio                                | 46                                                | 3                                                 |
| 22                                                                                     | Deutscher Türke                                   | Levent Mercan                                     | 10. Dez. 2000 (24)                                | 2024                                              | 2028                                              | Fatih Karagümrük                                  | 91                                                | 3                                                 |
| 24                                                                                     | Niederländer Surinamer                            | Jayden Oosterwolde                                | 26. Apr. 2001 (24)                                | 2023                                              | 2027                                              | Parma Calcio 1913                                 | 38                                                | 0                                                 |
| 27                                                                                     | Portugiese Kapverder                              | Nélson Semedo                                     | 16. Nov. 1993 (31)                                | 2025                                              | 2027                                              | Wolverhampton Wanderers                           | 0                                                 | 0                                                 |
| 33                                                                                     | Engländer Jamaikaner                              | Archie Brown                                      | 28. Mai 2002 (23)                                 | 2025                                              | 2028                                              | KAA Gent                                          | 0                                                 | 0                                                 |
| 37                                                                                     | Slowake                                           | Milan Škriniar (4. )                              | 11. Feb. 1995 (30)                                | 2025                                              | 2029                                              | Paris Saint-Germain                               | 5                                                 | 0                                                 |
| 50                                                                                     | Brasilianer                                       | Rodrigo Becão                                     | 19. Jan. 1996 (29)                                | 2023                                              | 2028                                              | Udinese Calcio                                    | 27                                                | 1                                                 |
| 77                                                                                     | Serbe                                             | Ognjen Mimović                                    | 17. Aug. 2004 (21)                                | 2025                                              | 2029                                              | Roter Stern Belgrad                               | 0                                                 | 0                                                 |
| 95                                                                                     | Türke                                             | Yusuf Akçiçek                                     | 25. Jan. 2006 (19)                                | 2023                                              | 2028                                              | eigene Jugend                                     | 6                                                 | 0                                                 |
| Mittelfeld                                                                             |                                                   |                                                   |                                                   |                                                   |                                                   |                                                   |                                                   |                                                   |
| 5                                                                                      | Türke                                             | İsmail Yüksek                                     | 26. Jan. 1999 (26)                                | 2020                                              | 2027                                              | Gölcükspor                                        | 63                                                | 0                                                 |
| 7                                                                                      | Brasilianer                                       | Fred (3. )                                        | 5. März 1993 (32)                                 | 2023                                              | 2027                                              | Manchester United                                 | 47                                                | 7                                                 |
| 8                                                                                      | Türke                                             | Mert Hakan Yandaş (1. )                           | 19. Aug. 1994 (31)                                | 2020                                              | 2026                                              | Sivasspor                                         | 163                                               | 13                                                |
| 17                                                                                     | Türke                                             | İrfan Can Kahveci (2. )                           | 15. Juli 1995 (30)                                | 2021                                              | 2028                                              | Başakşehir FK                                     | 298                                               | 41                                                |
| 20                                                                                     | Türke                                             | Cengiz Ünder                                      | 14. Juli 1997 (28)                                | 2023                                              | 2027                                              | Olympique Marseille                               | 59                                                | 16                                                |
| 28                                                                                     | Türke                                             | Bartuğ Elmaz                                      | 19. Feb. 2003 (22)                                | 2023                                              | 2026                                              | Olympique Marseille                               | 20                                                | 0                                                 |
| 34                                                                                     | Niederländer Marokkaner                           | Sofyan Amrabat                                    | 21. Aug. 1996 (29)                                | 2024                                              | 2028                                              | AC Florenz                                        | 20                                                | 2                                                 |
| 53                                                                                     | Pole                                              | Sebastian Szymański                               | 10. Mai 1999 (26)                                 | 2023                                              | 2027                                              | FK Dynamo Moskau                                  | 61                                                | 12                                                |
| 60                                                                                     | Senegalese                                        | Abdou Aziz Fall                                   | 20. Feb. 2007 (18)                                | 2025                                              | 2030                                              | Essamaye FC                                       | 0                                                 | 0                                                 |
| 94                                                                                     | Brasilianer                                       | Talisca                                           | 1. Feb. 1994 (31)                                 | 2025                                              | 2026                                              | Al-Nassr FC                                       | 60                                                | 28                                                |
| 99                                                                                     | Däne Türke                                        | Emre Mor                                          | 24. Juli 1997 (28)                                | 2022                                              | 2026                                              | Fatih Karagümrük SK                               | 79                                                | 8                                                 |
| Sturm                                                                                  |                                                   |                                                   |                                                   |                                                   |                                                   |                                                   |                                                   |                                                   |
| 10                                                                                     | Kolumbianer                                       | Jhon Durán                                        | 13. Dez. 2003 (21)                                | 2025                                              | 2026                                              | Al-Nassr FC                                       | 0                                                 | 0                                                 |
| 19                                                                                     | Marokkaner                                        | Youssef En-Nesyri                                 | 1. Juni 1997 (28)                                 | 2024                                              | 2029                                              | FC Sevilla                                        | 24                                                | 16                                                |
| 23                                                                                     | Deutscher Türke                                   | Cenk Tosun                                        | 7. Juni 1991 (34)                                 | 2024                                              | 2026                                              | Beşiktaş Istanbul                                 | 281                                               | 105                                               |
| 45                                                                                     | Malier                                            | Dorgeles Nene                                     | 23. Dez. 2002 (22)                                | 2025                                              | 2030                                              | FC Red Bull Salzburg                              | 0                                                 | 0                                                 |
| 70                                                                                     | Türke                                             | Oğuz Aydın                                        | 27. Okt. 2000 (24)                                | 2024                                              | 2028                                              | Alanyaspor                                        | 97                                                | 25                                                |
| Stand der Spielerstatistiken: 2. März 2025 Letzte Kaderaktualisierung: 21. August 2025 |                                                   |                                                   |                                                   |                                                   |                                                   |                                                   |                                                   |                                                   |

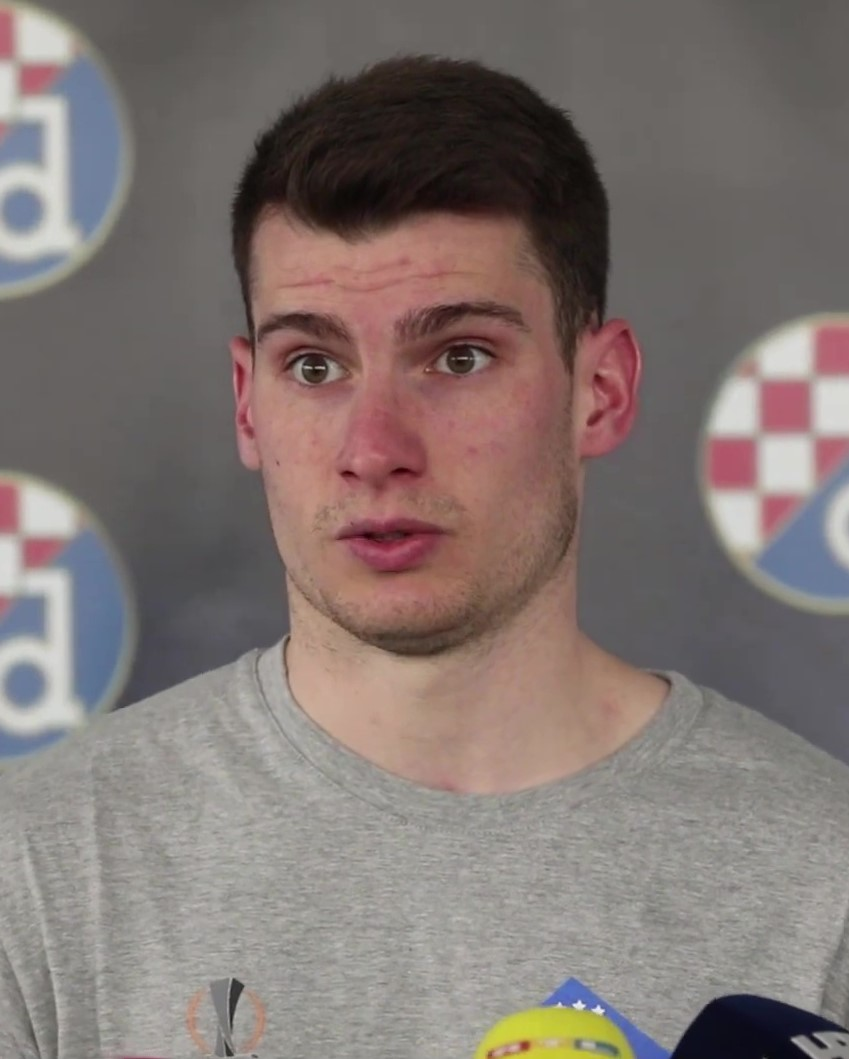
Dominik Livaković

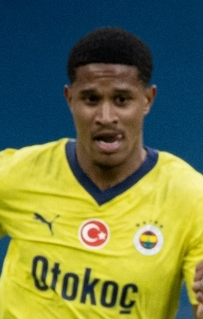
Jayden Oosterwolde
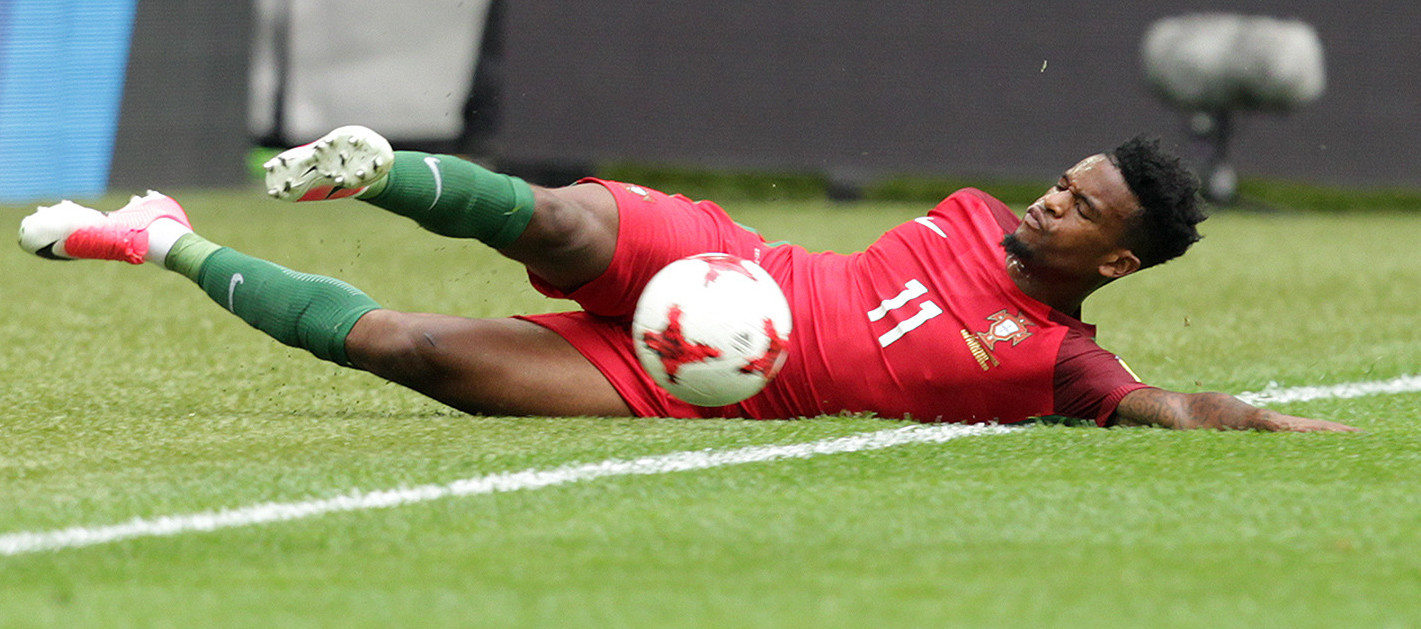
Nélson Semedo
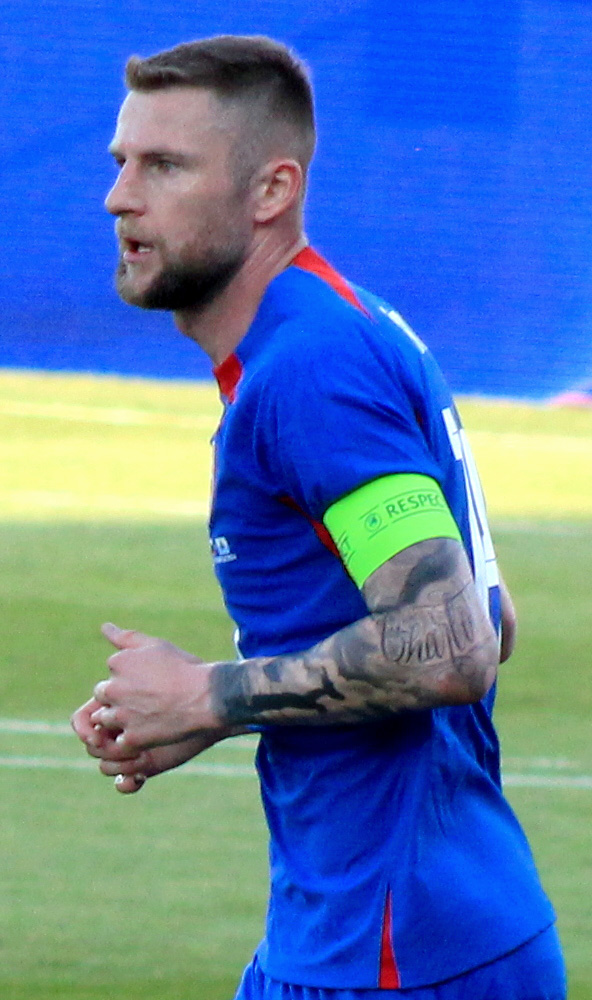
Milan Škriniar
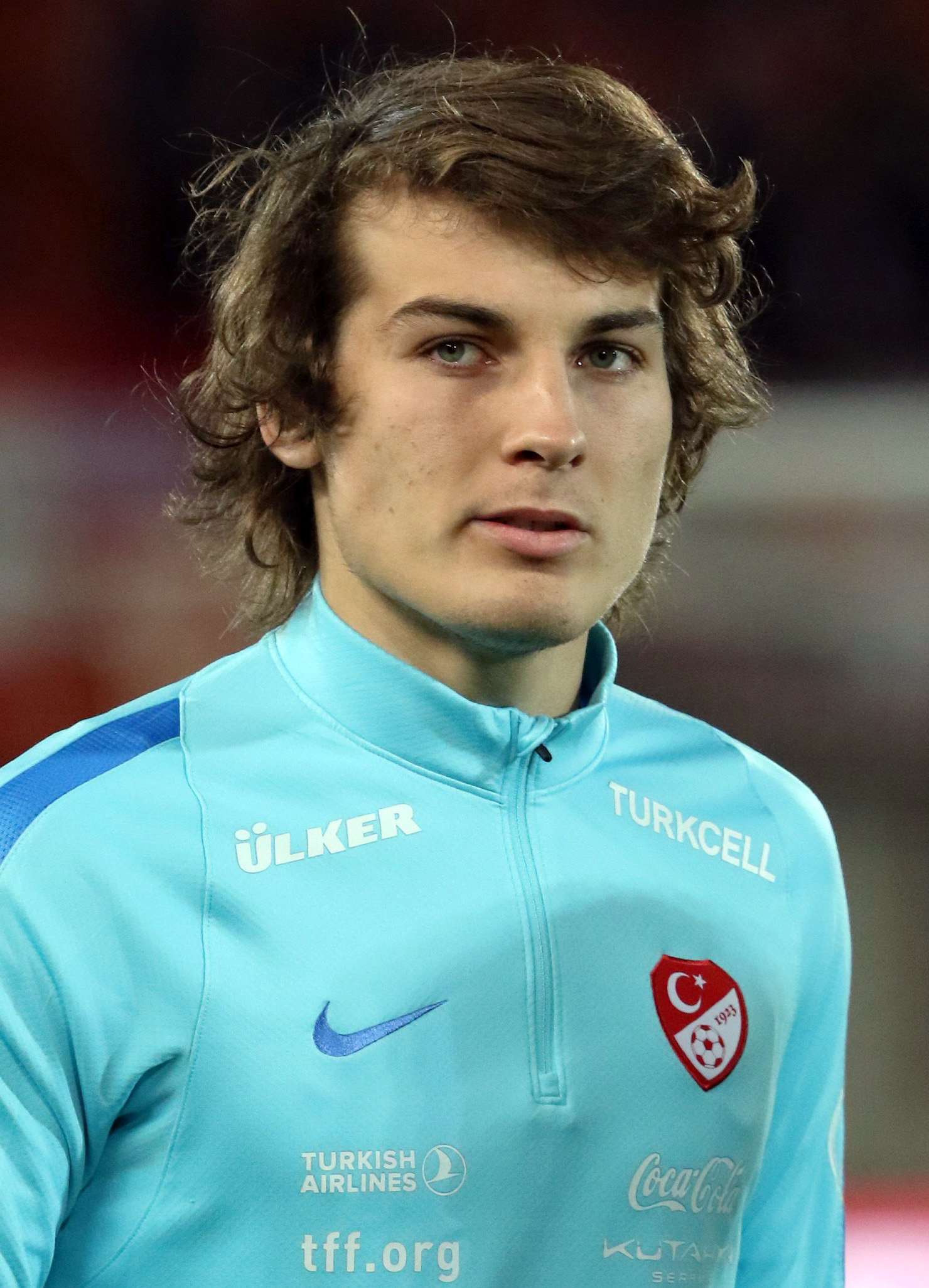
Çağlar Söyüncü

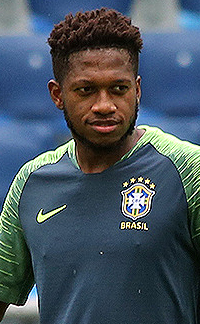
Fred
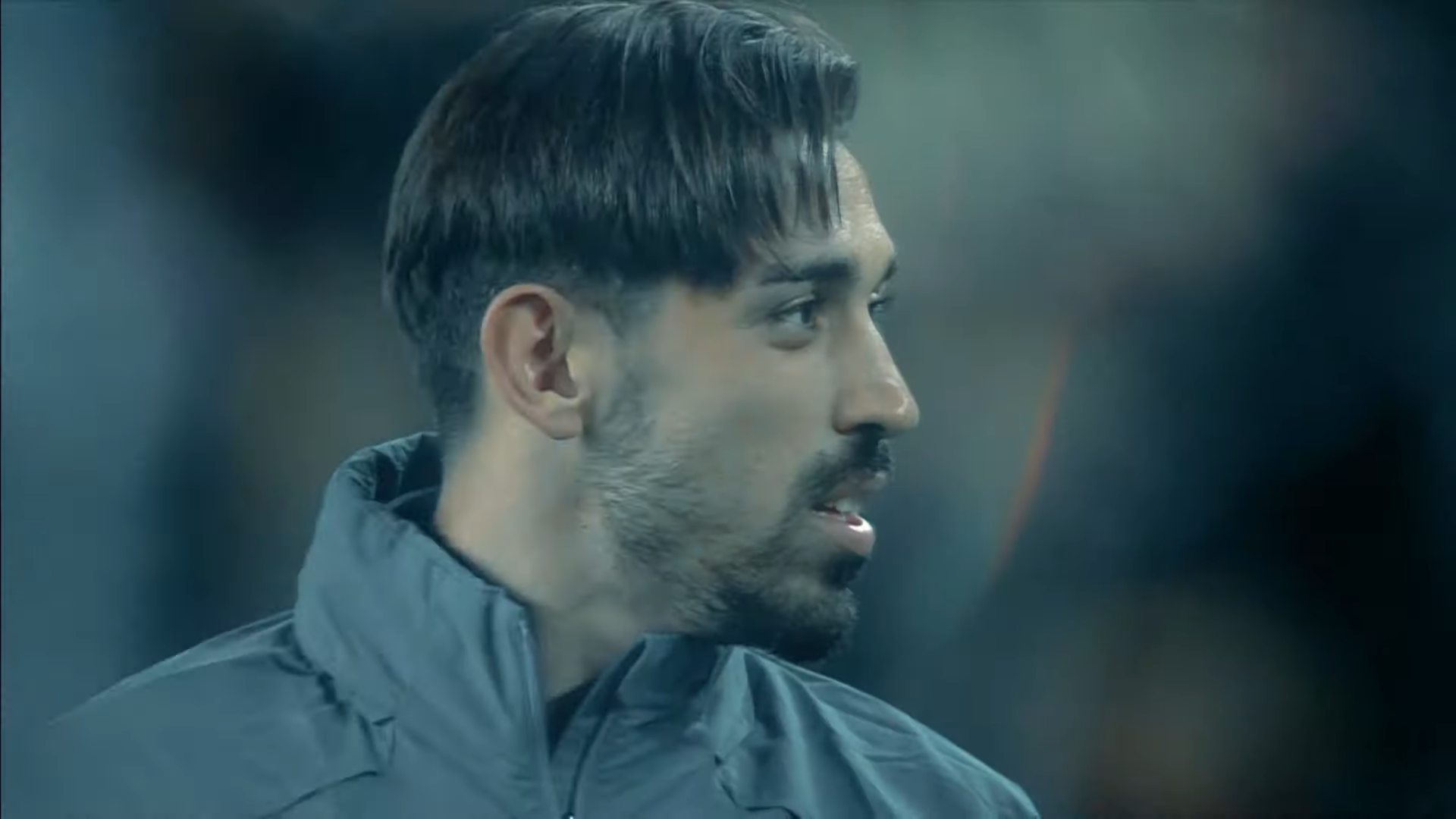
İrfan Can Kahveci
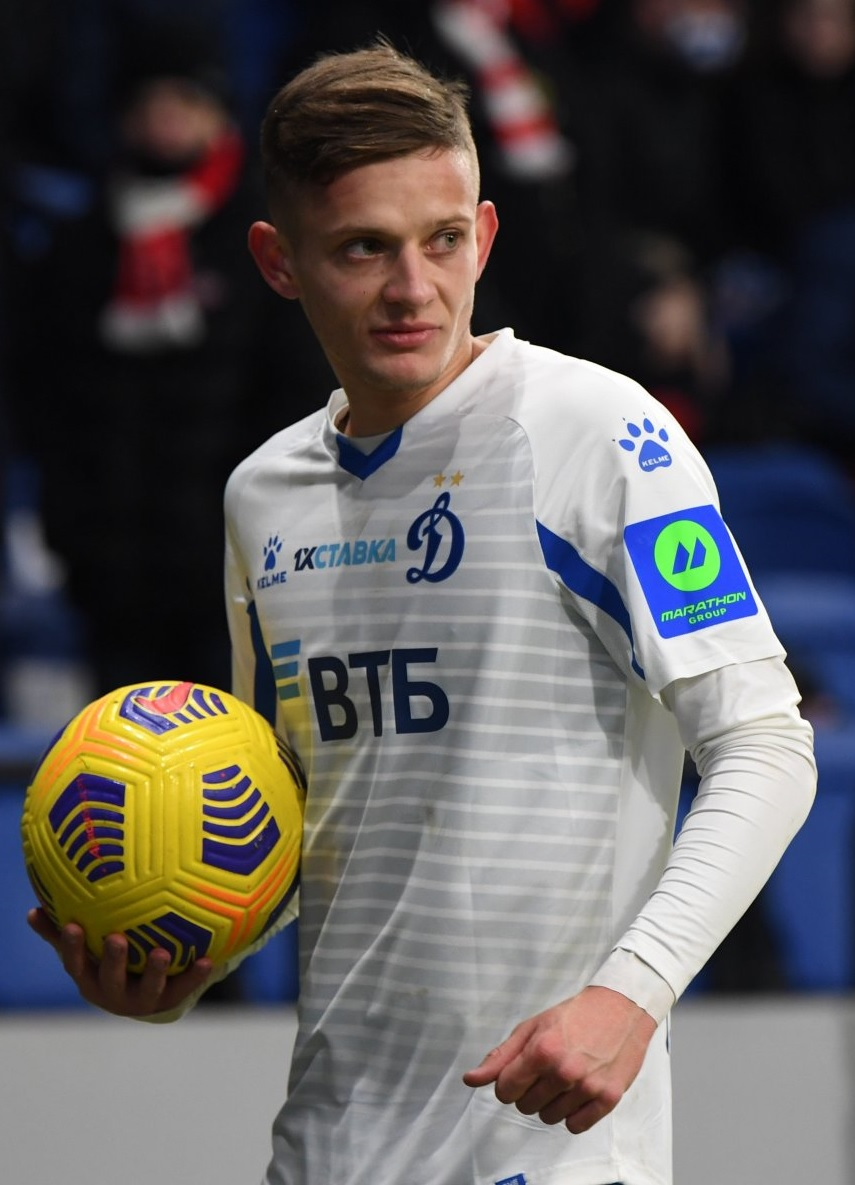
Sebastian Szymański
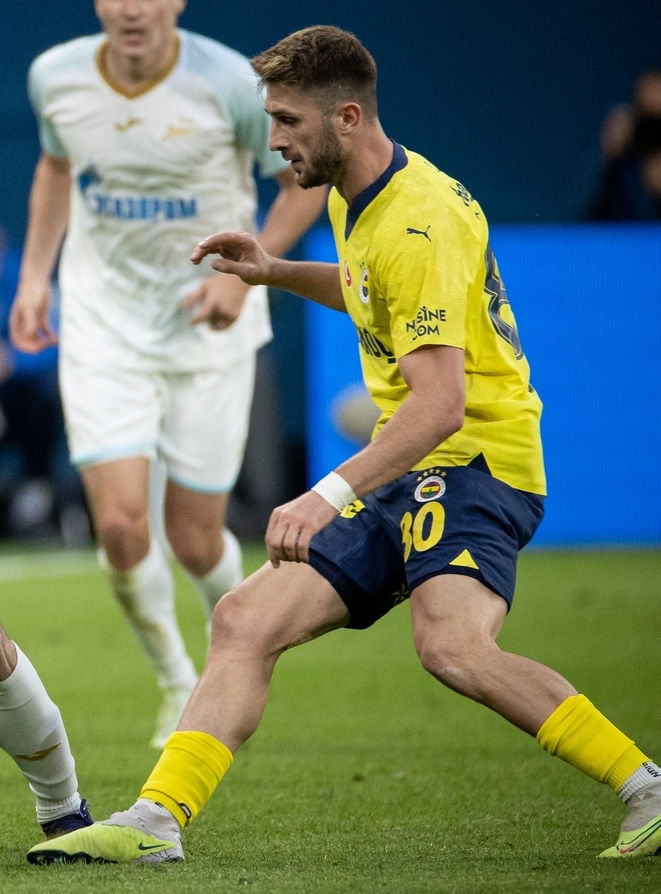
İsmail Yüksek

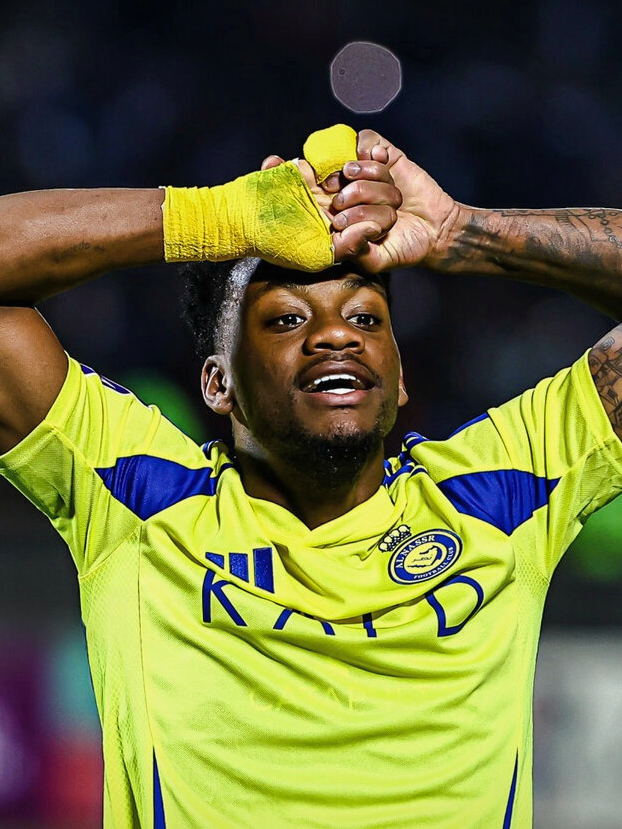
Jhon Durán
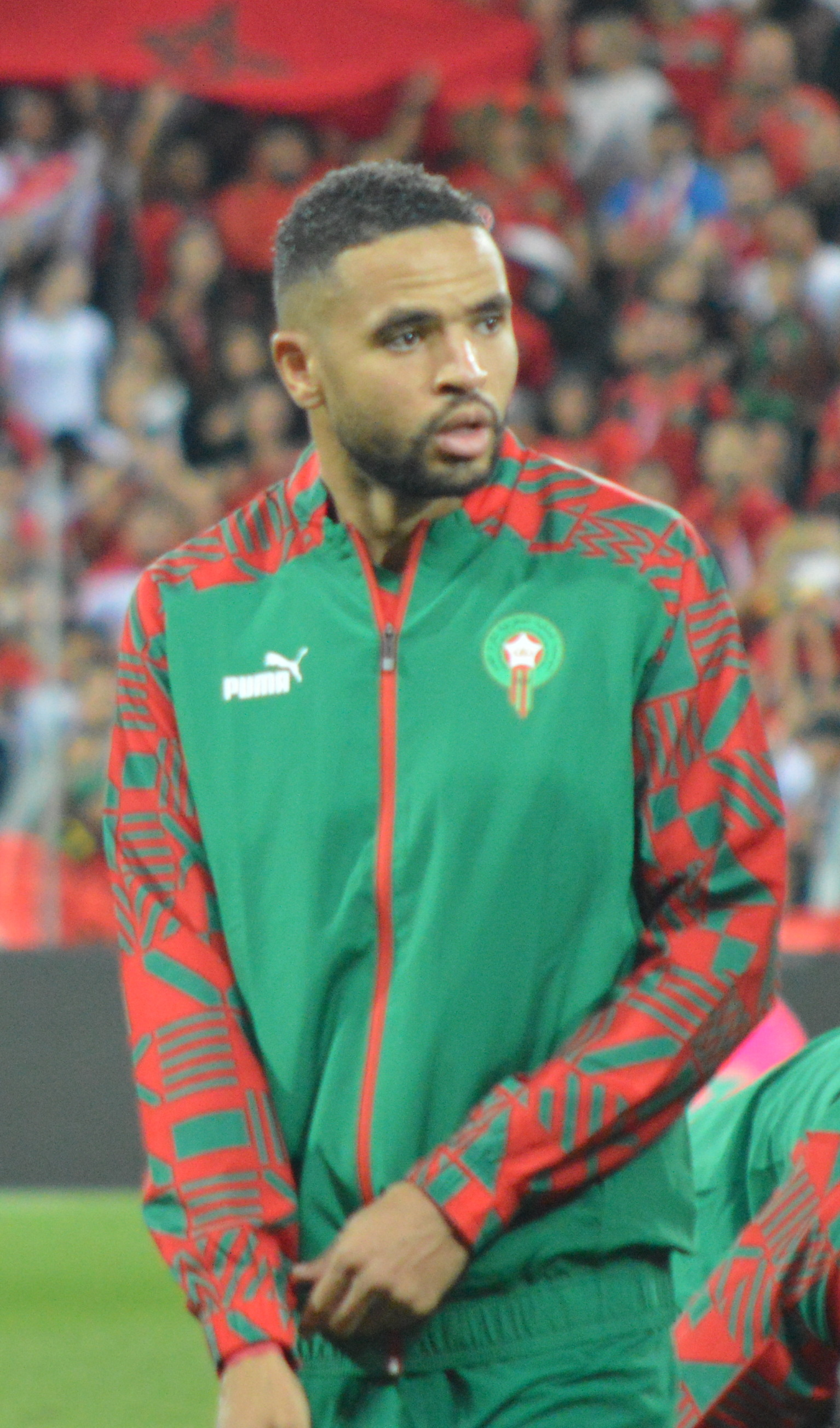
Youssef En-Nesyri
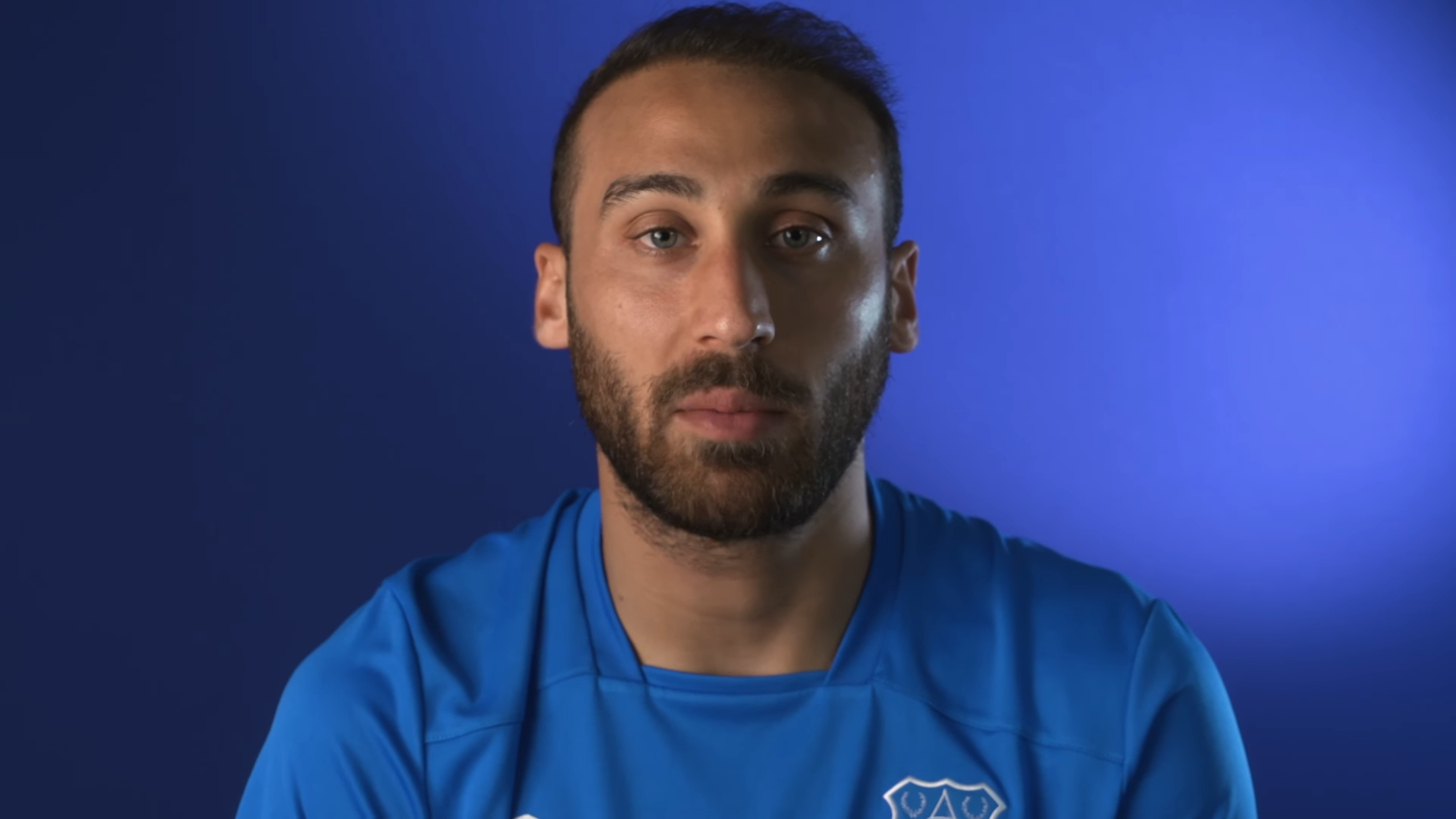
Cenk Tosun

### Statistiken 2024/25
Die Statistiken basieren wettbewerbsübergreifend, sowohl Liga- als auch Pokal- bzw. Turnierwettbewerb(e) (Süper Lig, Türkiye Kupası; Europa-League inklusive UEFA-Qualifikationsrunden). Bei gleicher Anzahl erfolgt die Sortierung nach Quote und Einsatzminuten.
| Rang                | Spieler           | Tore | Spiele | Quote |
| ------------------- | ----------------- | ---- | ------ | ----- |
| 1.                  | Youssef En-Nesyri | 28   | 50     | 0,56  |
| 2.                  | Edin Džeko        | 21   | 52     | 0,4   |
| 3.                  | Dušan Tadić       | 13   | 52     | 0,25  |
| 4.                  | Anderson Talisca  | 12   | 21     | 0,57  |
| 5.                  | Oğuz Aydın        | 7    | 27     | 0,26  |
| Stand: 18. Mai 2025 |                   |      |        |       |

| Rang                | Spieler             | Assists | Spiele | Quote |
| ------------------- | ------------------- | ------- | ------ | ----- |
| 1.                  | Dušan Tadić         | 16      | 52     | 0,31  |
| 2.                  | Sebastian Szymański | 9       | 51     | 0,18  |
| 3.                  | Oğuz Aydın          | 7       | 27     | 0,26  |
| 4.                  | Edin Džeko          | 7       | 52     | 0,13  |
| 5.                  | Fred                | 6       | 44     | 0,14  |
| Stand: 18. Mai 2025 |                     |         |        |       |

### Transfers zur Saison 2025/26
| Zugänge                 | Zugänge           | Zugänge                     | Zugänge         |
| Nat.                    | Name              | abgebender Verein           | Transferperiode |
| ----------------------- | ----------------- | --------------------------- | --------------- |
| Türke                   | Cengiz Ünder      | Los Angeles FC LE (I)       | Nordsommer 2025 |
| Türke                   | Yiğit Efe Demir   | Fatih Karagümrük LE (I)     | Nordsommer 2025 |
| Türke                   | Arda Akgün        | Fatih Karagümrük LE (I)     | Nordsommer 2025 |
| Türke                   | Furkan Onur Akyüz | Fatih Karagümrük LE (I)     | Nordsommer 2025 |
| Ägypter                 | Omar Fayed        | K Beerschot VA LE (II)      | Nordsommer 2025 |
| Türke                   | Emir Ortakaya     | K Beerschot VA LE (II)      | Nordsommer 2025 |
| Türke                   | Yiğit Fidan       | Istanbulspor LE (II)        | Nordsommer 2025 |
| Däne Türke              | Emre Mor          | Eyüpspor LE (I)             | Nordsommer 2025 |
| Türke                   | Bartuğ Elmaz      | NK Maribor LE (I)           | Nordsommer 2025 |
| Brasilianer             | Lincoln Henrique  | Hull City LE (II)           | Nordsommer 2025 |
| Serbe                   | Ognjen Mimović    | Zenit St. Petersburg LE (I) | Nordsommer 2025 |
| Slowenier               | Miha Zajc         | FC Toulouse LE (I)          | Nordsommer 2025 |
| Niederländer Marokkaner | Sofyan Amrabat    | AC Florenz FV (I)           | Nordsommer 2025 |
| Kolumbianer             | Jhon Duran        | Al-Nassr FC L (I)           | Nordsommer 2025 |
| Senegalese              | Abdou Aziz Fall   | Essamaye FC (II)            | Nordsommer 2025 |
| Engländer Jamaikaner    | Archie Brown      | KAA Gent (I)                | Nordsommer 2025 |
| Türke                   | Tarık Çetin       | Çaykur Rizespor (I)         | Nordsommer 2025 |
| Portugiese Kapverder    | Nélson Semedo     | Wolverhampton Wanderers (I) | Nordsommer 2025 |
| Slowake                 | Milan Škriniar    | Paris Saint-Germain FV (I)  | Nordsommer 2025 |
| Malier                  | Dorgeles Nene     | FC Red Bull Salzburg (I)    | Nordsommer 2025 |

| Abgänge              | Abgänge             | Abgänge                               | Abgänge         |
| Nat.                 | Name                | aufnehmender Verein                   | Transferperiode |
| -------------------- | ------------------- | ------------------------------------- | --------------- |
| Bosnier-Herzogowiner | Edin Džeko          | Vertragsende → AC Florenz (I)         | Nordsommer 2025 |
| Serbe                | Dušan Tadić         | Vertragsende → Al Wahda FC (I)        | Nordsommer 2025 |
| Serbe                | Filip Kostić        | Juventus Turin LE (I)                 | Nordsommer 2025 |
| Franzose             | Allan Saint-Maximin | Al-Ahli Sport Club LE (I)             | Nordsommer 2025 |
| Türke                | Serdar Aziz         | Vertragsende                          | Nordsommer 2025 |
| Türke                | Emir Ortakaya       | Eyüpspor L (I)                        | Nordsommer 2025 |
| Engländer Nigerianer | Bright Osayi-Samuel | Vertragsende → Birmingham City (II)   | Nordsommer 2025 |
| Türke                | Ertuğrul Çetin      | Esenler Erokspor L (II)               | Nordsommer 2025 |
| Türke                | Yiğit Fidan         | Pendikspor L (II)                     | Nordsommer 2025 |
| Türke                | Burak Kapacak       | Kayserispor L (I)                     | Nordsommer 2025 |
| Türke                | Emre Demir          | Sakaryaspor VdL (II)                  | Nordsommer 2025 |
| Türke                | Furkan Onur Akyüz   | Sarıyer SK (II)                       | Nordsommer 2025 |
| Slowenier            | Miha Zajc           | Vertragsauflösung → Dinamo Zagreb (I) | Nordsommer 2025 |
| Brasilianer          | Lincoln Henrique    | Vertragsauflösung                     | Nordsommer 2025 |
| Ägypter              | Omar Fayed          | FC Arouca L (I)                       | Nordsommer 2025 |

## Einrichtungen (Fußball)

### Stadion

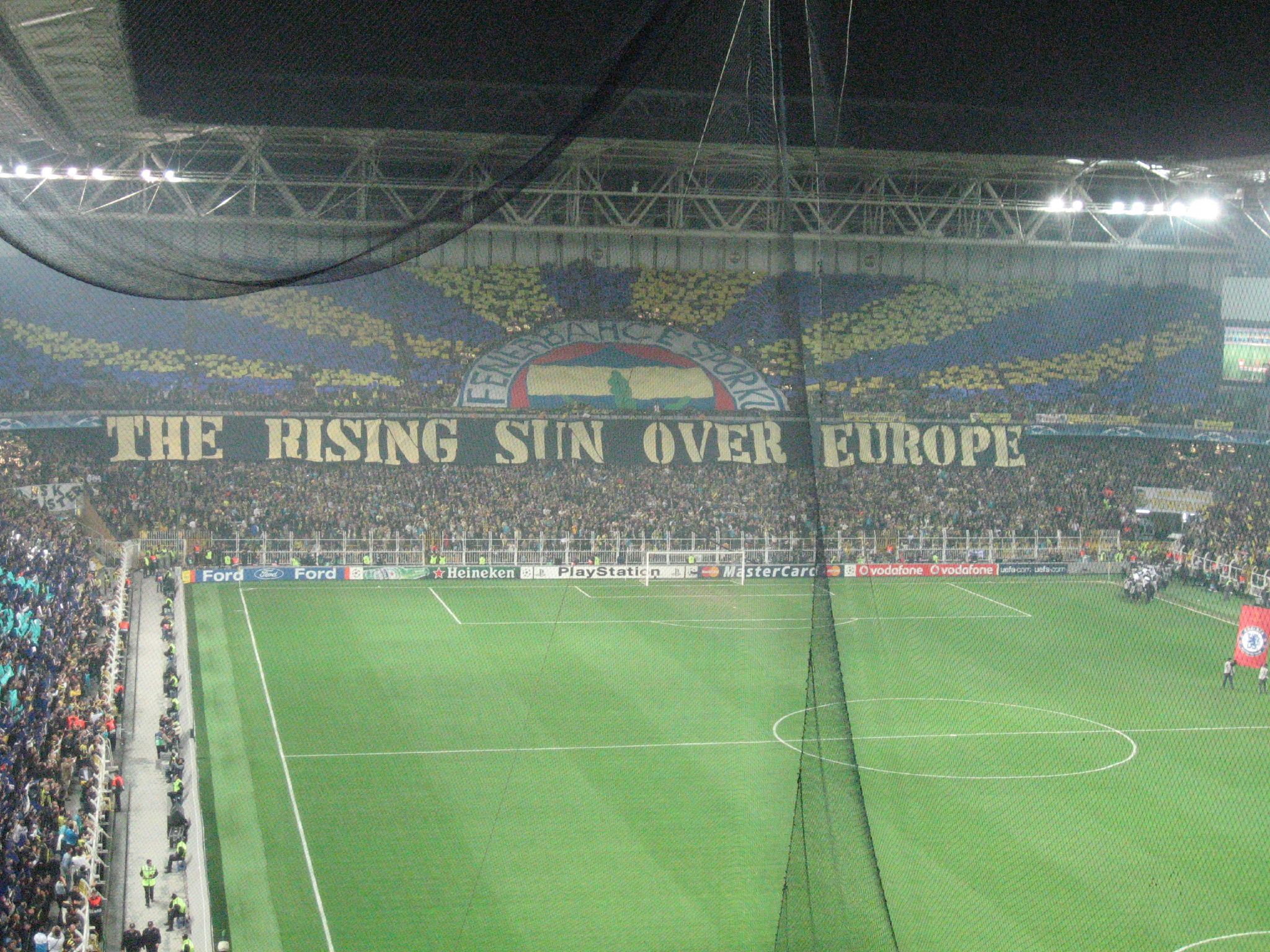
Tribünenbild vor dem Heimspiel gegen den FC Chelsea

Fenerbahçe Istanbul trägt seine Heimspiele seit 1908 im Şükrü Saracoğlu Stadı aus, das zum damaligen Zeitpunkt noch namenlos war. Das Stadion befindet sich im asiatischen Teil Istanbuls in Kadıköy. 1908 hatte es eine Kapazität von 20.000 Plätzen. Sein Namensgeber wurde der frühere Vereinspräsident Şükrü Saracoğlu, der 16 Jahre lang als Präsident für die Blau-Gelben tätig war. In der Zeit der Saison 2000/01 bis 2003/04 wurde das Stadion viermal erweitert, die aktuelle Kapazität beträgt 50.509 Plätze. Am 27. Februar 2008 gab der Verein auf seiner Webseite bekannt, dass das Stadion erneut erweitert und ein bewegbares Dach installiert werde. Der Bauzeitpunkt ist noch unbekannt.

### Andere Einrichtungen
- Faruk Ilgaz Tesisleri
- Fenerbahçe Can Bartu Tesisleri
- Altyapı Tesisleri
- Fenerbahçe Düzce Topuk Yaylası Tesisleri
- Fenerium (Vertrieb)

## Rivalitäten
Fenerbahçes Erzrivale ist Galatasaray Istanbul. Wenn diese beiden Mannschaften aufeinandertreffen, spricht man vom „Interkontinentalen Derby“ (türkisch Kıtalar Arası Derbi), da sich Fenerbahçe im asiatischen Kadıköy befindet, Galatasaray im europäischen Teil Sarıyer / Beyoğlu. Wer in diesen Derby-Begegnungen ein Tor gegen den Erzrivalen Galatasaray erzielt wird gemäß Fenerbahçe-Mythologie zu einem „… richtigen Fenerbahçe-Spieler“. Weitere Rivalen sind Beşiktaş Istanbul und Trabzonspor.

## Ehemalige

### Trainer
- Dalaklı Hüseyin (1907 bis 1911)
- Galip Kulaksızoğlu (1911 bis 1915)
- Fuat Kayacan (1915 bis 1921)
- Mustafa Elkatipzade (1921 bis 1924)
- Sami Coşar (1924 bis 1926)
- Hikmet Mocuk (1926 bis 1929)
- Necmettin Cakan (1929 bis 1932)
- József Schweng (1932 bis 1935)
- James Elliot (1935 bis 1938)
- József Schweng (1938 bis 1939)
- ()  Sándor Nemes-Neufeld[77] (1939 bis 1941)
- John Prayer (1941 bis 1944)
- Fikret Arıcan (1945 bis 1947)
- Miço Dimitropulos (1947 bis 1948)
- Cihat Arman (1948 bis 1949)
- Peter Molloy (1949 bis 1951)
- James McCormick (1951)
- László Székely (1951 bis 1953)
- Žarko Mihajlović (1953 bis 1955)
- Imre Markos (1955)
- Fikret Arıcan (1955 bis 1956)
- László Székely (1956 bis 1957)
- Ignác Molnár (1957 bis 1959)
- Mehmet Nayır (1959 bis 1960)
- László Székely (1960 bis 1961)
- Necdet Erdem (1961 bis 1962)
- Miroslav Kokotović (1962 bis 1964)
- Oscar Hold (1964 bis 1965)
- Necdet Erdem (1965 bis 1966)
- Abdullah Gegiç (1966 bis 1967)
- Ignác Molnár (1967 bis 1968)
- Traian Ionescu (1969 bis 1970)
- Constantin Teașcă (1970 bis 1971)
- Sabri Kiraz (1971 bis 1972)
- Didi (1972 bis 1975)
- Abdullah Gegiç (1975 bis 1976)
- Ilie Datcu (1976)
- Nedim Günar (1976)
- Tomislav Kaloperović (1976 bis 1978)
- Necdet Niş (1978 bis 1979)
- Şükrü Ersoy (1979)
- Ziya Şengül (1979 bis 1980)
- Friedel Rausch (1980 bis 1982)
- Enver Katip (1982)
- Branko Stanković (1982 bis 1984)
- Todor Veselinović (1984 bis 1985)
- Kálmán Mészöly (1985 bis 1986)
- Ziya Şengül (1986)
- Branko Stanković (1986 bis 1987)
- Yılmaz Yücetürk (1987)
- Pál Csernai (1987 bis 1988)
- Todor Veselinović (1988 bis 1990)
- Ömer Kaner (1990)
- Guus Hiddink (1990 bis 1991)
- Jozef Vengloš (1991 bis 1993)
- Holger Osieck (1993 bis 1995)
- Tomislav Ivić (1995)
- Carlos Alberto Parreira (1995–1996)
- Sebastião Lazaroni (1996–1997)
- Otto Barić (1997 bis 1998)
- Joachim Löw (1998 bis 1999)
- Rıdvan Dilmen,  Zdeněk Zeman (1999 bis 2000)
- Mustafa Denizli (2000 bis 2002)
- Werner Lorant (2002)
- Oğuz Çetin (2002 bis 2003)
- Christoph Daum (2003 bis 2006)
- Zico (2006 bis 2008)
- Luis Aragonés (2008 bis 2009)
- Christoph Daum (2009 bis 2010)
- Aykut Kocaman (2010 bis 2013)
- Ersun Yanal (2013 bis 2014)
- Ismail Kartal (2014 bis 2015)
- Vítor Pereira (2015 bis 2016)
- Dick Advocaat (2016 bis 2017)
- Aykut Kocaman (2017 bis 2018)
- Phillip Cocu,  Erwin Koeman (2018)
- Ersun Yanal (2018 bis 2020)
- Tahir Karapınar (Interimstrainer; 2020)
- Erol Bulut (2020 bis 2021)
- Vítor Pereira (2021)
- Zeki Murat Göle,  Ismail Kartal (Interimstrainer 2021 bis 2022)
- Jorge Jesus (2022 bis 2023)
- Ismail Kartal (2023 bis 2024)

### Spieler (Auswahl)
Eine Auswahl der bekanntesten bzw. erfolgreichsten Fußballspieler der Fenerbahçe-Vereinsgeschichte, die teils auch fußballerisch zu historischen Rekorden bzw. Erfolgen beigetragen haben.

#### 1910er bis 1930er
- Torhüter
  -  Necdet Erdem (1932–1938)[78]
  -  Şekip Kulaksızoğlu (1921–1926)[79]

- Abwehrspieler
  -  Yaşar Alpaslan (1932–1939)[80]
  -  Fazıl Arzık (1932–1940)[80]
  -  Cafer Çağatay (1915–1916 und 1922–1927)[80]
  -  Lebip Elmas (1933–1944)[81]
  -  Arif Emirzade (1911–1917)[80]
  -  Kadri Göktulga (1918–1931)[80]
  -  Galip Kulaksızoğlu (1907–1924)[82]
  -  Hasan Kâmil Sporel (1911–1915 und 1921–1934)[83]

- Mittelfeldspieler
  -  Esat Kaner (1932–1946)[82][84]
  -  Mehmet Reşat Nayır (1928–1940)[85]
  -  Cevat Seyit (1926–1937)[82]
  -  Zeki Rıza Sporel (1915–1934)[82][84][86][87]
  -  Ali Rıza Tansu (1933–1943)[81]

- Stürmer
  -  Sabih Arca (1918–1929)[88]
  -  Fikret Arıcan (1927–1947)[82][88]
  -  Alaattin Baydar (1915–1931)[82][84][89]
  -  Muzaffer Çizer (1928–1938)[84]
  -  Bedri Gürsoy (1921–1928)[90]
  -  Said Salahaddin (1911–1917)[90]
  -  Niyazi Sel (1928–1939)[84][88]
  -  Şaban Topkanlı (1931–1939)[84]
  -  Hikmet Topuz (1912–1915 und 1918–1922)[90]

#### 1940er und 1950er
- Torhüter
  -  Cihat Arman (1939–1951)[89][91]
  -  Özcan Arkoç (1958–1962)[84][92]
  -  Şükrü Ersoy (1954–1962)[78]

- Abwehrspieler
  -  Basri Dirimlili (1953–1963)[84][89]
  -  Naci Erdem (1953–1963)[84]
  -  Ahmet Erol (1945–1951)[84][88]
  -  Avni Kalkavan (1956–1963)[84]
  -  Selahattin Torkal (1944–1951 und 1960–1961)[88]
  -  Müzdat Yetkiner (1942–1955)[84][88]

- Mittelfeldspieler
  -  Halit Deringör (1942–1952)[84][88]
  -  Kamil Ekin (1947–1955)[84][89]
  -  Samim Var (1944–1951)[84]

- Stürmer
  -  Naci Bastoncu (1934–1947)[82][87][89]
  -  Fikret Kırcan (1935–1956)[82][93]
  -  Melih Kotanca (1938–1948)[88][94]
  -   Lefter Küçükandonyadis (1947–1951 und 1953–1964)[86][89][95]
  -  Ergun Öztuna (1956–1963 und 1964–1965)[88][89]
  -  Burhan Sargun (1951–1956 und 1960–1961)[87][89]
  -  Suphi Ural (1946–1949 und 1950–1952)[87]

#### 1960er und 1970er
- Torhüter
  -   Ilie Datcu (1969–1975)[91][96][97][98]
  -  Radmilo Ivančević (1977–1979)[78][88]
  -  Yavuz Şimşek (1967–1977)[88][98]

- Abwehrspieler
  -  Ercan Aktuna (1965–1974)[98][88]
  -  Radomir Antić (1977–1978)[99][100]
  -  Şükrü Birand (1964–1974)[88][98]
  -  Levent Engineri (1967–1973)[98]
  -  Alpaslan Eratlı (1973–1983)[98]
  -  Ion Nunweiller (1968–1970)[97][101]
  -  Yılmaz Şen (1966–1976)[89][98]
  -  Erol Togay (1978–1981)[88]

- Mittelfeldspieler
  -  Can Bartu (1955–1961 und 1967–1970)[89][102]
  -  Osman Göktan (1958–1966)[84]
  -  Yüksel Gündüz (1958–1965)[84]
  -  Mustafa Güven (1958–1964)[84][89]
  -  Şeref Has (1955–1969)[82][84]
  -  Yaşar Mumcu (1965–1973)[103]
  -  Ziya Şengül (1964–1975)[88][98]
  -  Selim Soydan (1961–1971)[88]

- Stürmer
  -  Ogün Altıparmak (1963–1968 und 1969–1971)[104][105]
  -  Osman Arpacıoğlu (1971–1977)[88][105]
  -  Abdullah Çevrim (1966–1970)[104]
  -  Nedim Doğan (1962–1973)[88]
  -  Mircea Sasu (1970–1971)[97]
  -  Cemil Turan (1972–1980)[86][87][105]
  -  Engin Verel (1975–1979 und 1983–1986)[88]

#### 1980er und 1990er
- Torhüter
  -  Yaşar Duran (1981–1986 und 1990–1991)[78]
  -  Engin İpekoğlu (1991–1996 und 1999–2000)[78]
  -  Toni Schumacher (1988–1991)[14][91][96][106][107]

- Abwehrspieler
  -   Erol Bulut (1995–1999)[84][108]
  -   Mehmet Hacıoğlu (1980–1984)[84][109]
  -  Jes Høgh (1995–1999)[84][106][107]
  -  Nuri Kamburoğlu (1991–1995)[96]
  -  Onur Kayador (1974–1975 und 1976–1987)[84][109]
  -   Uche Okechukwu (1994–2002)[84][106][107][109][110]
  -  Cem Pamiroğlu (1976–1986)[111][88]
  -  Dimas Teixeira (1998–1999)[106]
  -  Nezihi Tosuncuk (1987–1990)[109]
  -  Şenol Ustaömer (1988–1993)[112]
  -  İlker Yağcıoğlu (1992–1999)[84]
  -  Müjdat Yetkiner (1979–1995)[82][88]

- Mittelfeldspieler
  -  Hüseyin Çakıroğlu (1984–1986)[104]
  -  Oğuz Çetin (1988–1996)[84][112]
  -  Rıdvan Dilmen (1987–1995)[84][96]
  -  İsa Ertürk (1980–1982)[88]
  -  Özcan Kızıltan (1981–1984)[84][109]
  -   Tayfun Korkut (1995–2000)[84]
  -  Brian Steen Nielsen (1994–1995)[106]
  -   Jay-Jay Okocha (1996–1998)[14][106][107][112]
  -  Dušan Pešić (1984–1988)[88]
  -  Bülent Uygun (1993–1996)[96][105]
  -   Murat Yakin (1998–1999)[14][113]

- Stürmer
  -  Dalian Atkinson (1995–1996)[106]
  -   Elvir Baljić (1998–1999 und 2000–2001)[114]
  -   Elvir Bolić (1995–2000)[84][104][106]
  -  Gérson Caçapa (1991–1993)[96]
  -  Tanju Çolak (1991–1993)[84][96][105]
  -  Şenol Çorlu (1984–1991)[104][109]
  -  Sabin Ilie (1997)[97]
  -  Aykut Kocaman (1988–1996)[84][96][105][109]
  -  Emil Kostadinow (1996–1997)[14]
  -  Viorel Moldovan (1998–2000)[97][104][106]
  -  İlyas Tüfekçi (1983–1986)[112]
  -  Hasan Vezir (1988–1989)[84][109]
  -  Selçuk Yula (1979–1986)[104][105][115]

#### 2000er und 2010er
- Torhüter
  -  Volkan Demirel (2002–2019)[82][91][104][116]
  -  Rüştü Reçber (1994–2003 und 2004–2007)[14][117]

- Abwehrspieler
  -  Bruno Alves (2013–2016)[107][110]
  -   Roberto Carlos (2007–2009)[14][106][112]
  -   Edu Dracena (2006–2009)[106][110]
  -  Caner Erkin (2010–2016 und 2020–2021)[118]
  -  Gökhan Gönül (2007–2016 und 2020–2021)[116][119]
  -  Simon Kjær (2015–2017)[106][107][110]
  -  Egemen Korkmaz (2012–2015)[104][120]
  -   Fábio Luciano (2003–2006)[106][110][119]
  -   Diego Lugano (2006–2011)[14][106][107][110][119]
  -  Zoran Mirković (2000–2003)[106][107][121]
  -  Ümit Özat (2001–2007)[84][119]
  -  André Santos (2009–2011)[106][109][120]
  -  Martin Škrtel (2016–2019)[107]
  -  Joseph Yobo (2010–2014)[107][110]
  -  Reto Ziegler (2011–2012 und 2013)[119][122]

- Mittelfeldspieler
  -  Alex (2004–2012)[87][105][106][107][112][109][119][123]
  -  Stephen Appiah (2005–2008)[14][106][107]
  -   Mehmet Aurélio (2003–2008)[106]
  -  Cristian Baroni (2009–2014)[106]
  -  Emre Belözoğlu (2008–2012, 2013–2015 und 2019–2020)[109][124]
  -  Ali Güneş (2000–2004)[14][84]
  -   Colin Kâzım-Richards (2007–2010)[104]
  -  Raúl Meireles (2012–2016)[106]
  -  Nani (2015–2016)[107][120]
  -  Ariel Ortega (2002–2003)[84][119]
  -  Milan Rapaić (2000–2002)[106][109][112]
  -  Haim Revivo (2000–2002)[107][109][112]
  -  Selçuk Şahin (2003–2015)[116][119]
  -  Yusuf Şimşek (2000–2004)[122]
  -  Miroslav Stoch (2010–2013 und 2016–2017)[119]
  -  Mehmet Topal (2012–2019)[116]

- Stürmer
  -   Serhat Akın (2000–2005)[84][119][122][123]
  -  Kennet Andersson (2000–2002)[106]
  -  Nicolas Anelka (2005–2006)[14][106][119][124]
  -  Deivid de Souza (2006–2010)[104][106][119]
  -  Emmanuel Emenike (2013–2017)[120][125]
  -  Fernandão (2015–2018)[123]
  -  Daniel Güiza (2008–2011)[14][109][119]
  -  Mateja Kežman (2006–2008)[106][119]
  -  Dirk Kuyt (2012–2015)[104][106]
  -   Vedat Muriqi (2019–2020)[123]
  -   Mamadou Niang (2010–2011)[14][107]
  -   Mert Nobre (2004–2006)[106][123][124]
  -  Serhij Rebrow (2003–2004)[14]
  -  Tuncay Şanlı (2002–2007)[14][86][104][119]
  -  Semih Şentürk (1999–2013)[86][105][116][119][122]
  -   Moussa Sow (2012–2015 und 2016–2017)[106][119][123][124]
  -  Pierre van Hooijdonk (2003–2005)[14][106][112][123]
  -  Robin van Persie (2015–2017)[107]
  -   Pierre Webó (2013–2015)[104][122][124]

Büste und Statuen der Fenerbahçe-Fußball-Legenden
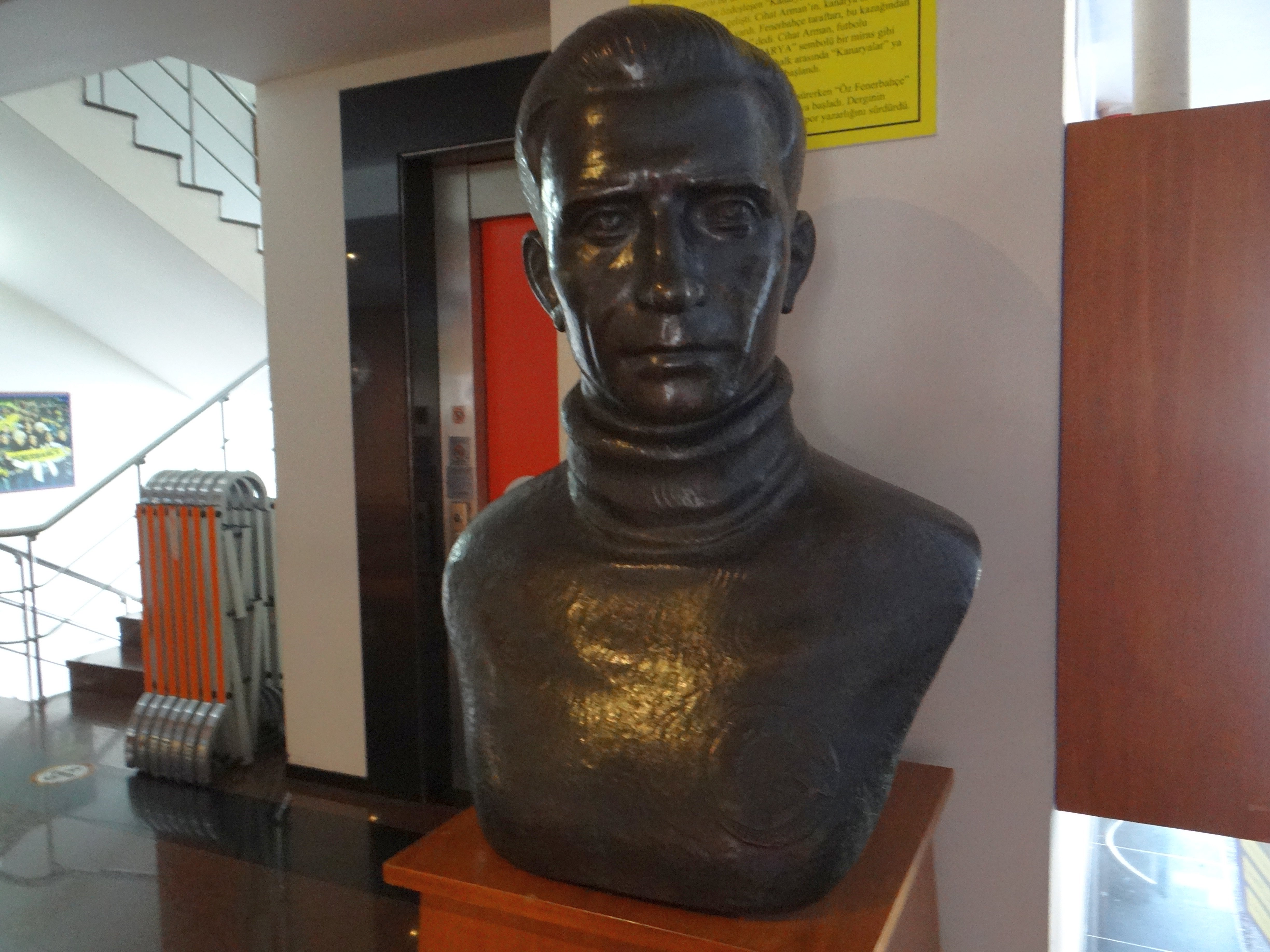
Cihat Arman
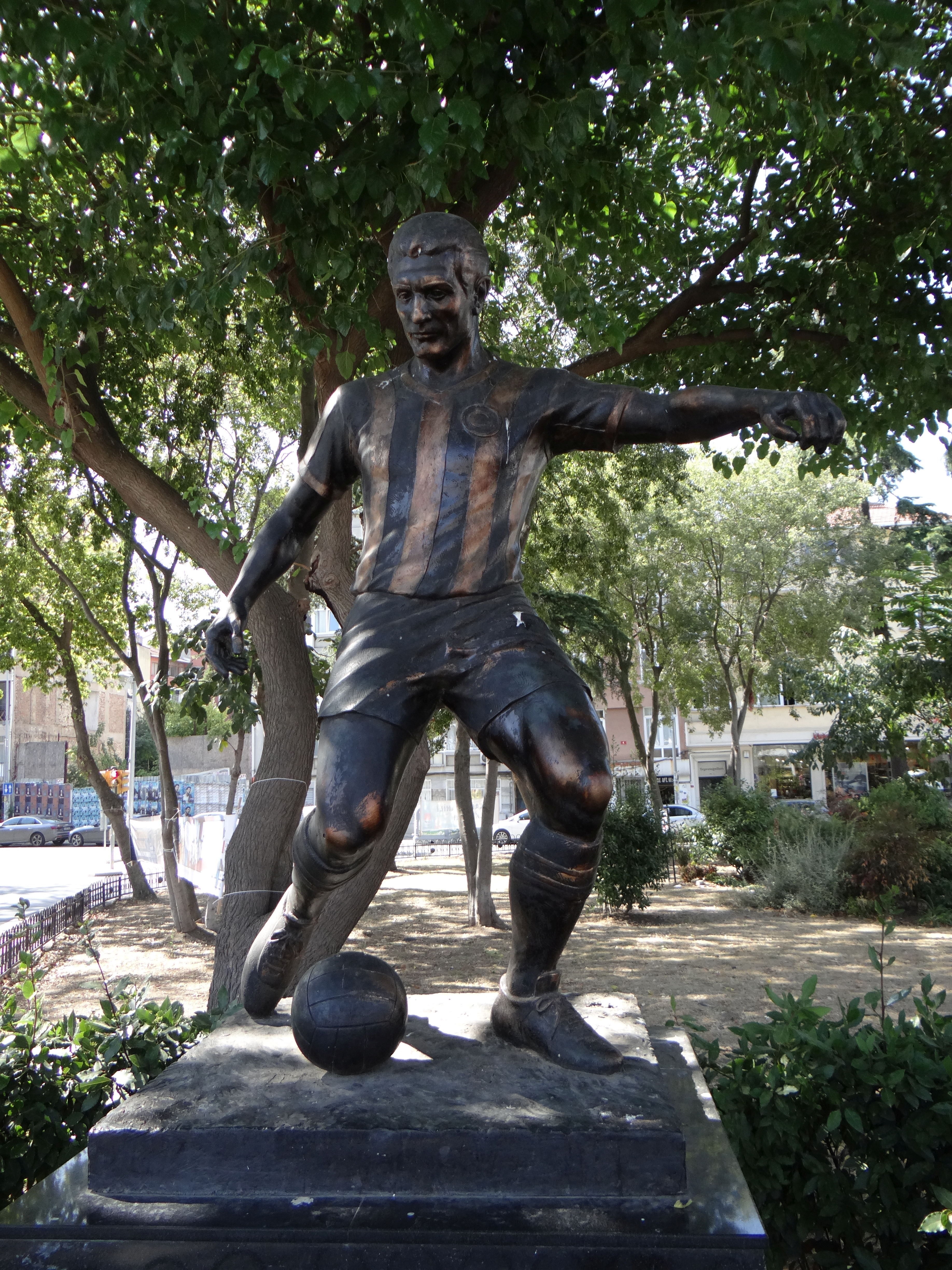
Lefter Küçükandonyadis
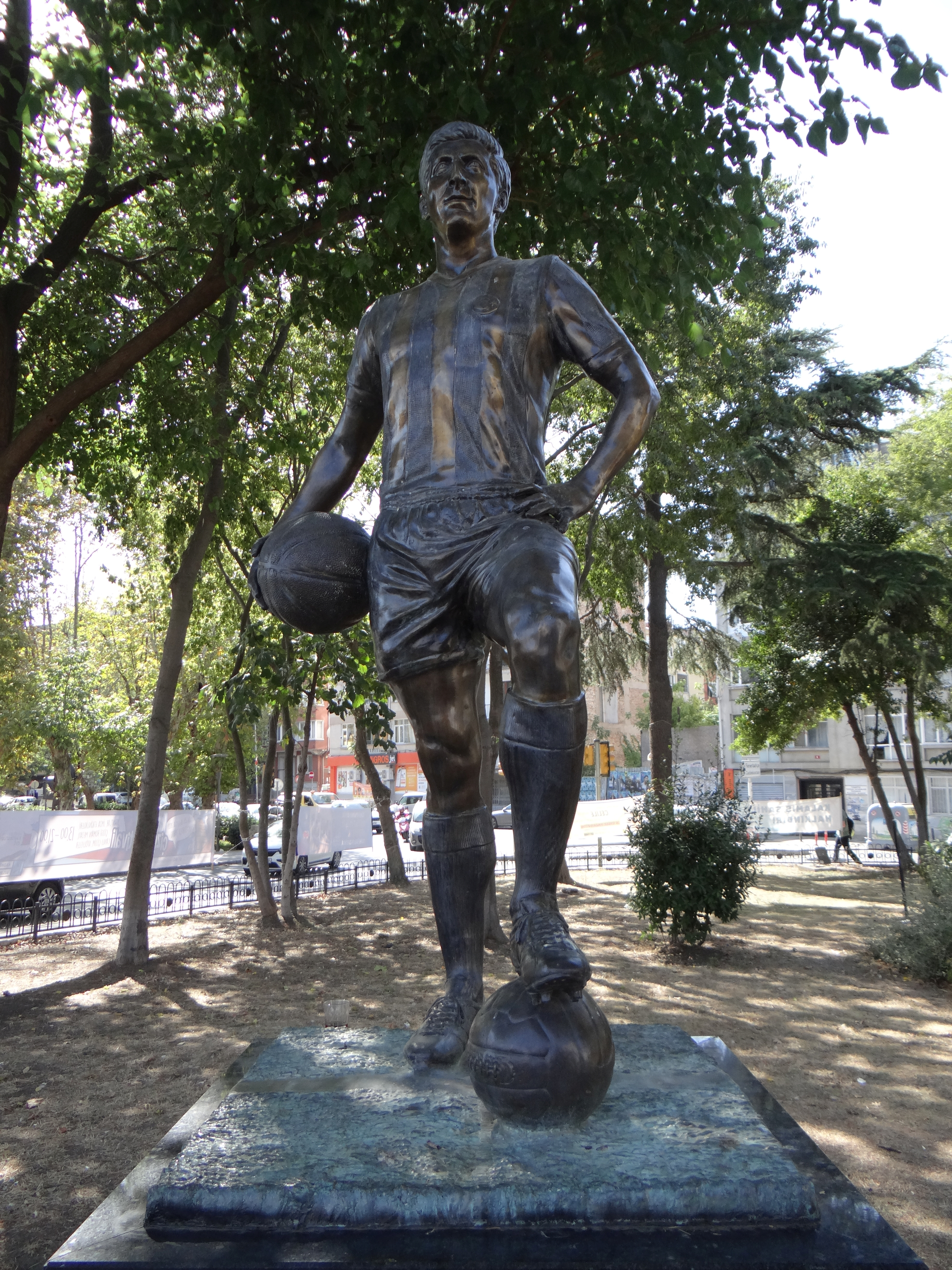
Can Bartu
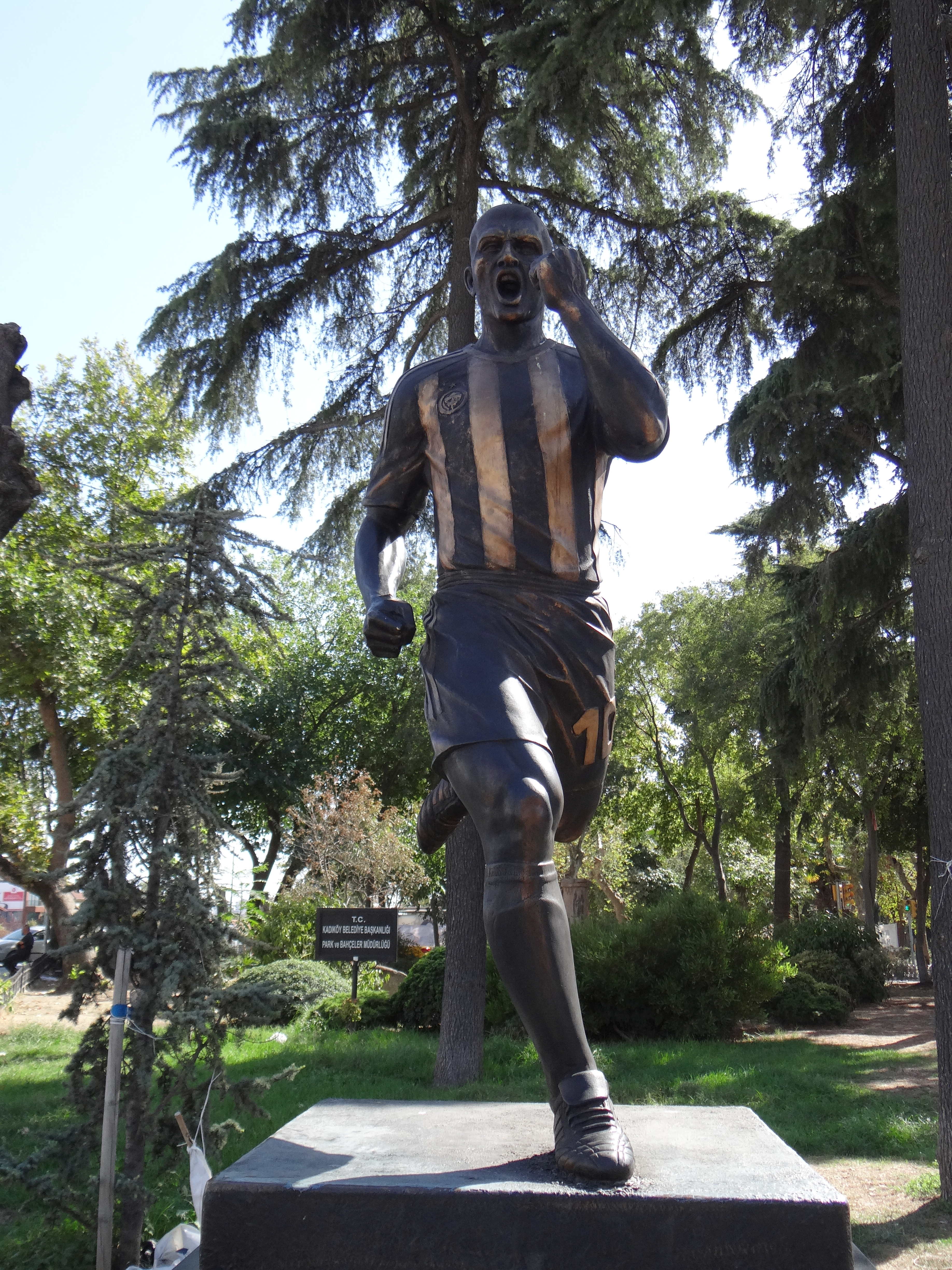
Alex de Souza

## Rekorde
Bei gleicher Anzahl von Statistiken sind die Spieler alphabetisch nach Trefferquote bzw. nach Nachnamen und Künstlernamen sortiert.

### Die meisten Tore
| Rang                  | Spieler                | Tore | Spiele | Quote |
| --------------------- | ---------------------- | ---- | ------ | ----- |
| 01.                   | Aykut Kocaman          | 140  | 210    | 0,67  |
| 02.                   | Alex                   | 136  | 241    | 0,56  |
| 03.                   | Cemil Turan            | 085  | 192    | 0,44  |
| 04.                   | Elvir Bolić            | 069  | 146    | 0,47  |
| 05.                   | Ogün Altıparmak        | 067  | 173    | 0,39  |
| 06.                   | Selçuk Yula            | 064  | 160    | 0,4   |
| 07.                   | Moussa Sow             | 063  | 131    | 0,48  |
| 08.                   | Osman Arpacıoğlu       | 060  | 136    | 0,44  |
| 09.                   | Lefter Küçükandonyadis | 059  | 129    | 0,46  |
| 09.                   | Tuncay Şanlı           | 059  | 154    | 0,38  |
| 11.                   | Semih Şentürk          | 056  | 201    | 0,28  |
| Stand: 8. August 2020 |                        |      |        |       |

| Rang                  | Spieler                | Tore | Spiele | Quote |
| --------------------- | ---------------------- | ---- | ------ | ----- |
| 01.                   | Lefter Küçükandonyadis | 215  | 349    | 0,62  |
| 02.                   | Melih Kotanca          | 172  | 127    | 1,35  |
| 03.                   | Alex                   | 171  | 343    | 0,5   |
| 04.                   | Aykut Kocaman          | 167  | 272    | 0,61  |
| 05.                   | Naci Bastoncu          | 162  | 288    | 0,56  |
| 06.                   | Cemil Turan            | 129  | 273    | 0,47  |
| 07.                   | Fikret Arıcan          | 109  | 212    | 0,51  |
| 08.                   | Ogün Altıparmak        | 089  | 238    | 0,37  |
| 08.                   | Şeref Has              | 089  | 382    | 0,23  |
| 10.                   | Selçuk Yula            | 086  | 221    | 0,39  |
| 10.                   | Semih Şentürk          | 086  | 280    | 0,31  |
| Stand: 8. August 2020 |                        |      |        |       |

### Die meisten Spiele
| Rang                 | Spieler         | Spiele | Zeit      |
| -------------------- | --------------- | ------ | --------- |
| 01.                  | Müjdat Yetkiner | 429    | 1979–1995 |
| 02.                  | Volkan Demirel  | 390    | 2002–2019 |
| 03.                  | Rüştü Reçber    | 293    | 1994–2007 |
| 04.                  | Cem Pamiroğlu   | 279    | 1976–1987 |
| 05.                  | Gökhan Gönül    | 270    | 2007–2021 |
| 06.                  | Ziya Şengül     | 250    | 1964–1975 |
| 07.                  | Şeref Has       | 248    | 1955–1969 |
| 08.                  | Alex            | 241    | 2004–2012 |
| 09.                  | Oğuz Çetin      | 235    | 1988–1996 |
| 09.                  | İsmail Kartal   | 235    | 1983–1993 |
| 011.                 | Selçuk Şahin    | 224    | 2003–2015 |
| Stand: 18. Juli 2021 |                 |        |           |

| Rang                 | Spieler                | Spiele | Zeit      |
| -------------------- | ---------------------- | ------ | --------- |
| 01.                  | Müjdat Yetkiner        | 571    | 1979–1995 |
| 02.                  | Volkan Demirel         | 525    | 2002–2019 |
| 03.                  | Cem Pamiroğlu          | 396    | 1976–1987 |
| 04.                  | Şeref Has              | 382    | 1955–1969 |
| 05.                  | Rüştü Reçber           | 381    | 1994–2007 |
| 06.                  | Gökhan Gönül           | 361    | 2007–2021 |
| 07.                  | Lefter Küçükandonyadis | 349    | 1947–1964 |
| 08.                  | Alex                   | 343    | 2004–2012 |
| 09.                  | Ziya Şengül            | 342    | 1964–1975 |
| 10.                  | Selçuk Şahin           | 336    | 2003–2015 |
| 11.                  | İsmail Kartal          | 314    | 1983–1993 |
| Stand: 18. Juli 2021 |                        |        |           |

### Transferablösen und -erlöse
| Rang                | Spieler             | Verein              | Ablöse (€) | Jahr | Quelle          |
| ------------------- | ------------------- | ------------------- | ---------- | ---- | --------------- |
| 1.                  | Youssef En-Nesyri   | FC Sevilla          | 19,5       | 2024 | [ 127 ]         |
| 2.                  | Daniel Güiza        | Real Mallorca       | 17,4       | 2008 | [ 128 ]         |
| 3.                  | Cengiz Ünder        | Olympique Marseille | 15,0       | 2023 | [ 129 ]         |
| 4.                  | Emmanuel Emenike    | Spartak Moskau      | 13,0       | 2013 | [ 130 ]         |
| 5.                  | Nicolas Anelka      | Manchester City     | 10,1       | 2005 | [ 131 ] [ 132 ] |
| 6.                  | Diego Carlos        | Aston Villa         | 10,0       | 2025 | [ 133 ]         |
| 6.                  | Raúl Meireles       | FC Chelsea          | 10,0       | 2012 | [ 134 ]         |
| 6.                  | Moussa Sow          | OSC Lille           | 10,0       | 2012 | [ 135 ]         |
| 9.                  | Sebastian Szymański | FK Dynamo Moskau    | 9,75       | 2023 | [ 136 ]         |
| 10.                 | Fred                | Manchester United   | 9,74       | 2023 | [ 137 ]         |
| 11.                 | Elvir Baljić        | Bursaspor           | 9,5        | 1998 | [ 138 ]         |
| Stand: 22. Mai 2025 |                     |                     |            |      |                 |

| Rang                   | Spieler        | Verein                 | Erlös (€) | Jahr | Quelle                  |
| ---------------------- | -------------- | ---------------------- | --------- | ---- | ----------------------- |
| 1.                     | Ferdi Kadıoğlu | Brighton & Hove Albion | 30,0      | 2024 | [ 139 ]                 |
| 2.                     | Elvir Baljić   | Real Madrid            | 21,0      | 1999 | [ 114 ] [ 132 ]         |
| 3.                     | Arda Güler     | Real Madrid            | 20,0      | 2023 | [ 140 ]                 |
| 4.                     | Min-Jae Kim    | SSC Neapel             | 18,05     | 2022 | [ 141 ]                 |
| 5.                     | Vedat Muriqi   | Lazio Rom              | 17,5      | 2020 | [ 142 ]                 |
| 6.                     | Eljif Elmas    | SSC Neapel             | 16,0      | 2019 | [ 143 ]                 |
| 6.                     | Moussa Sow     | Al-Ahli Club Dubai     | 16,0      | 2015 | [ 144 ]                 |
| 8.                     | Jay-Jay Okocha | Paris Saint-Germain    | 15,4      | 1998 | [ 145 ] [ 146 ] [ 132 ] |
| 9.                     | Simon Kjær     | FC Sevilla             | 13,1      | 2017 | [ 147 ]                 |
| 10.                    | Attila Szalai  | TSG 1899 Hoffenheim    | 12,3      | 2023 | [ 148 ]                 |
| 11.                    | Nicolas Anelka | Bolton Wanderers       | 12,0      | 2006 | [ 149 ]                 |
| 11.                    | Josef de Souza | al-Ahli SC             | 12,0      | 2018 | [ 150 ]                 |
| Stand: 31. August 2024 |                |                        |           |      |                         |

Teuerste Transfers
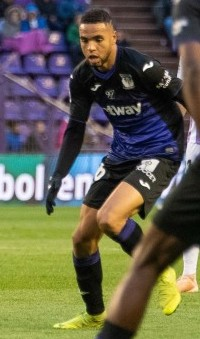
Youssef En-Nesyri
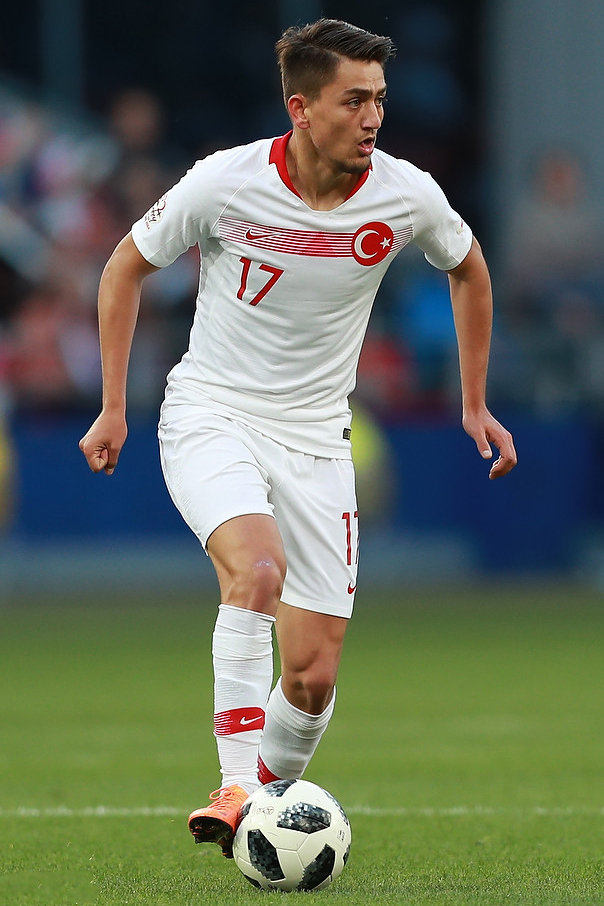
Cengiz Ünder
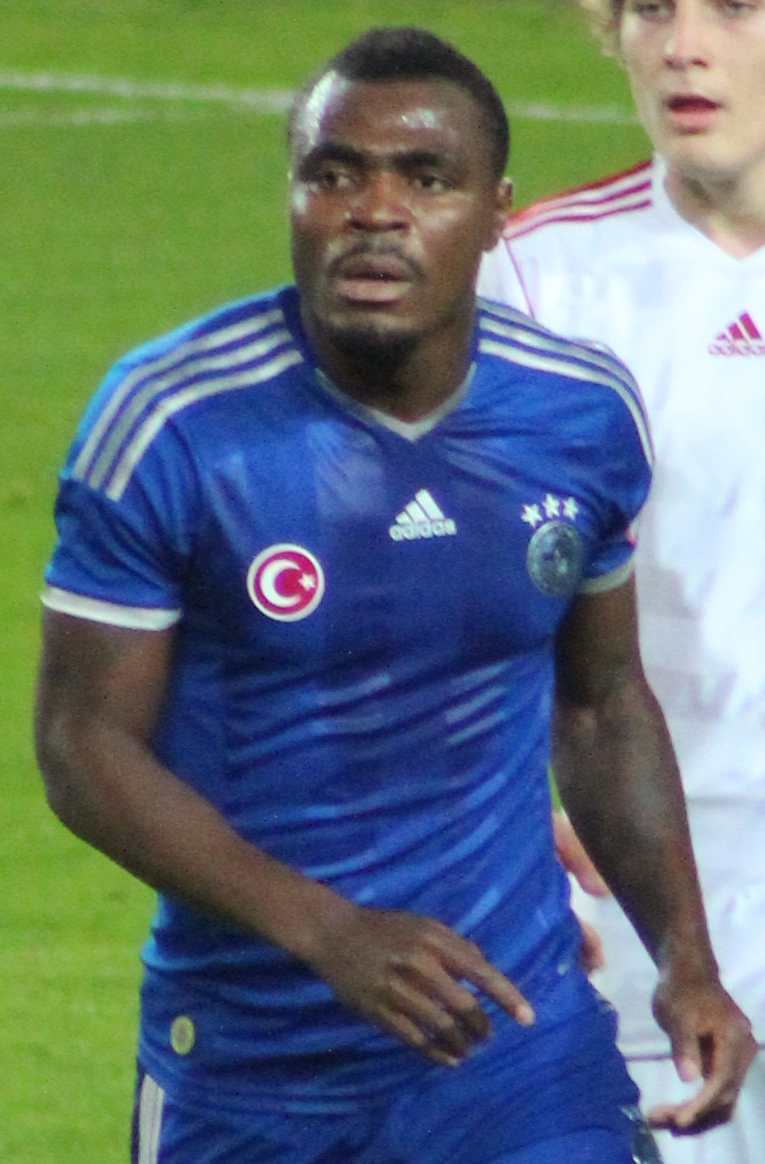
Emmanuel Emenike
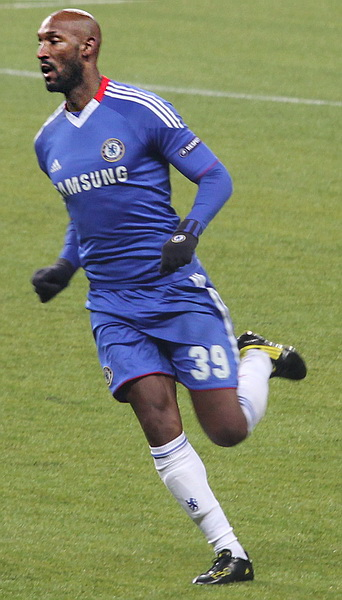
Nicolas Anelka
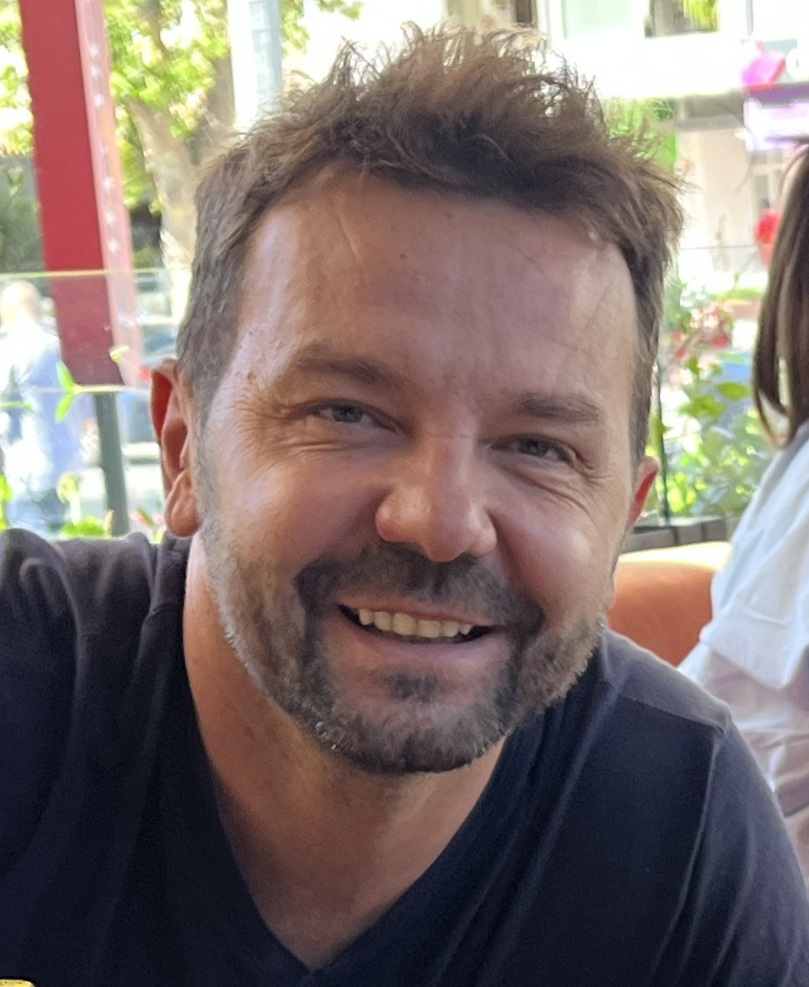
Elvir Baljić
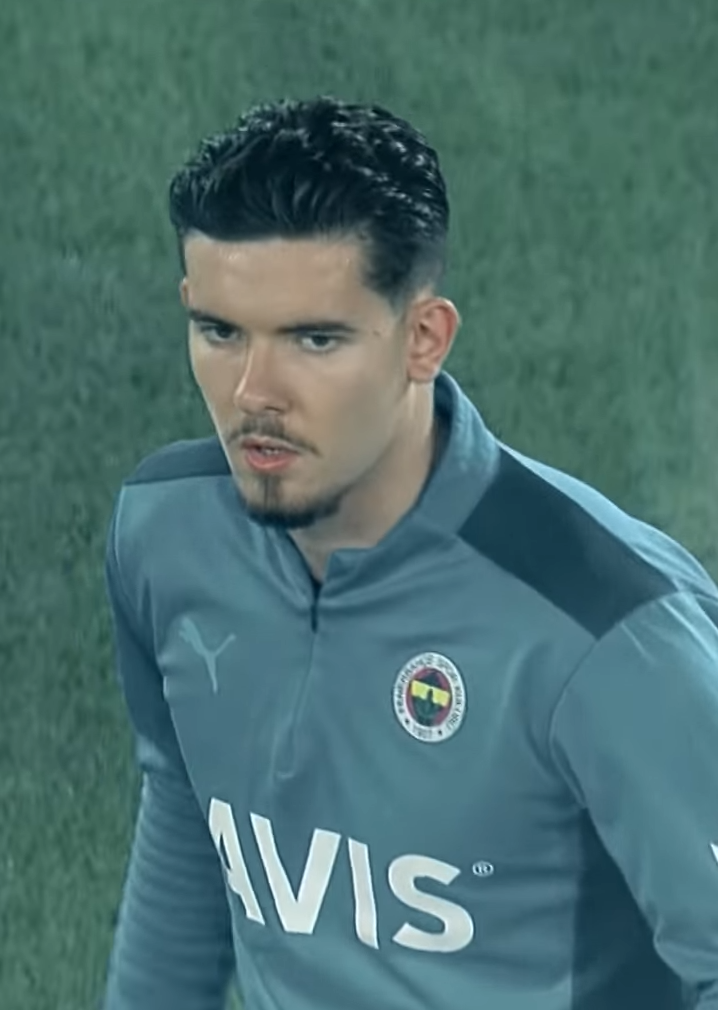
Ferdi Kadıoğlu
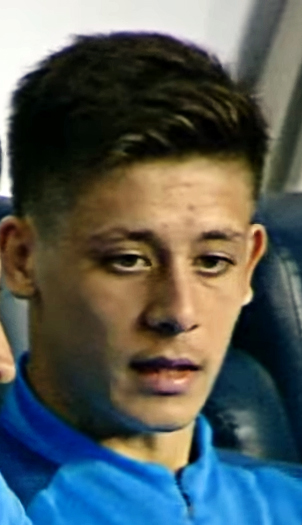
Arda Güler
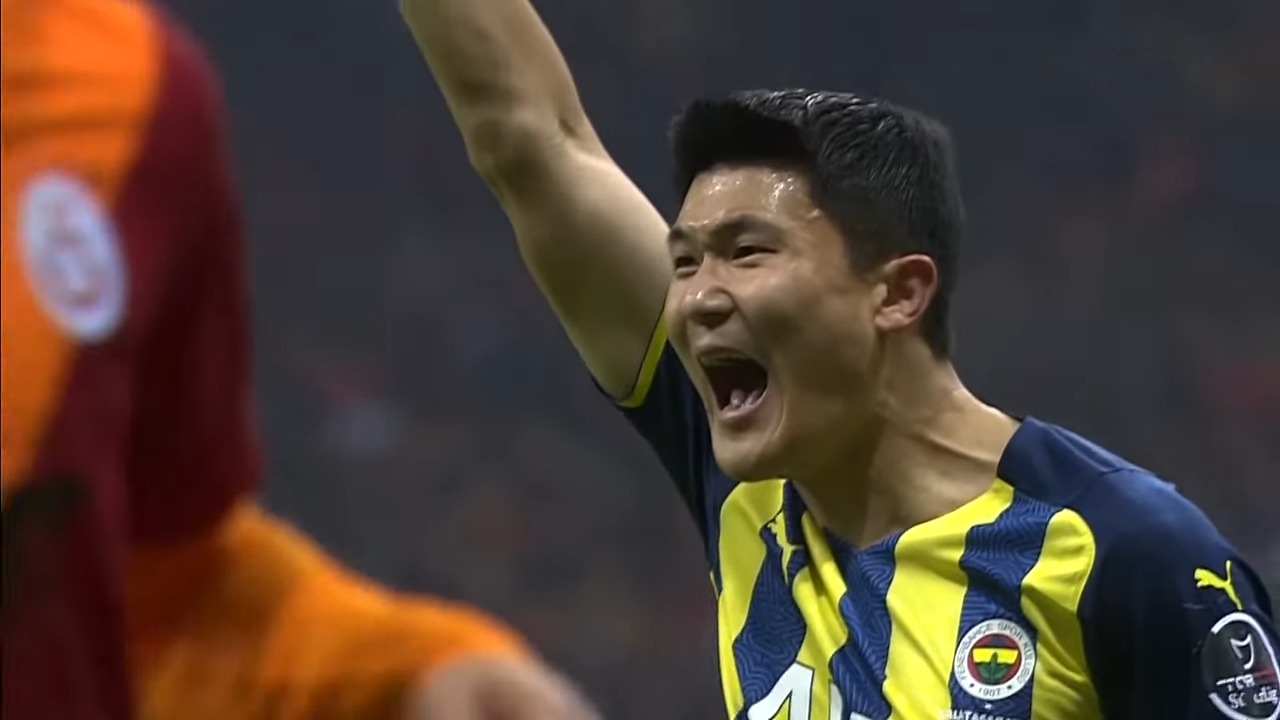
Min-Jae Kim
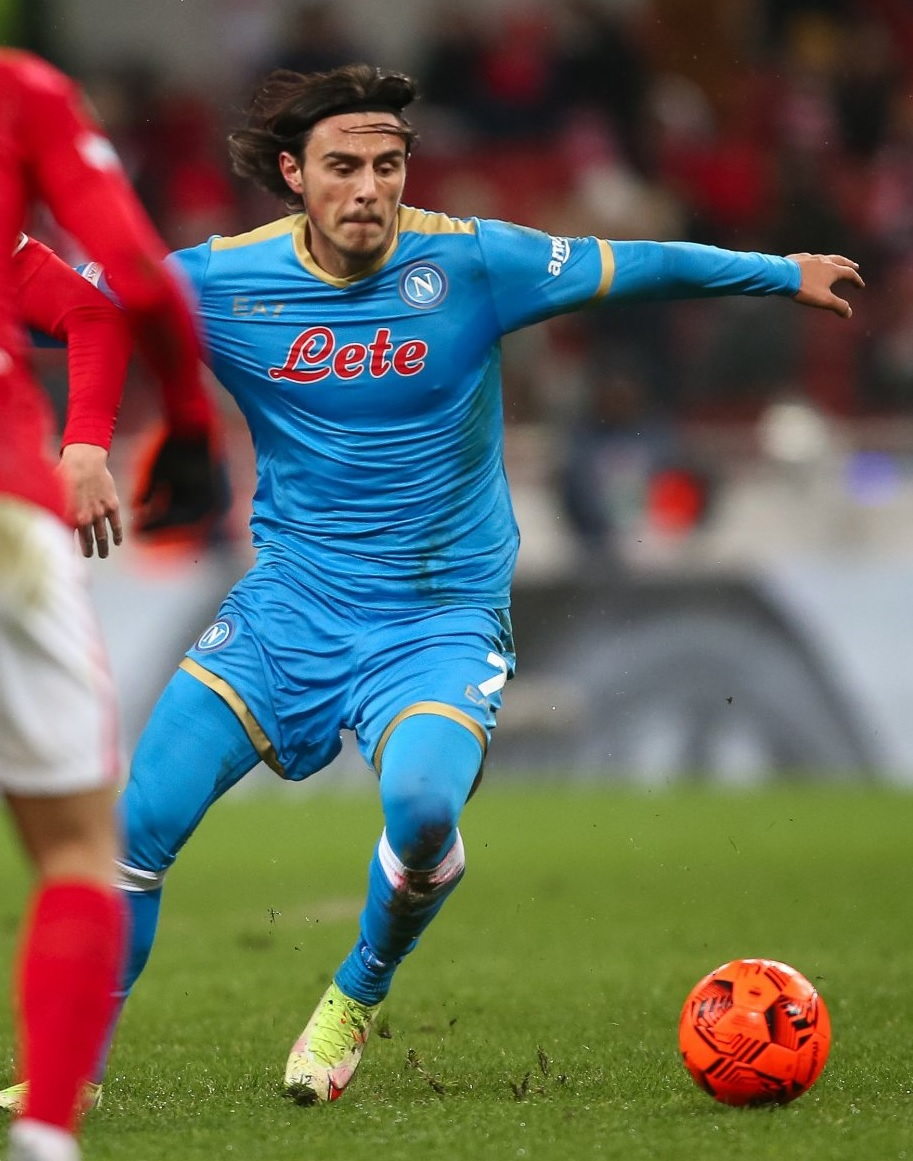
Eljif Elmas
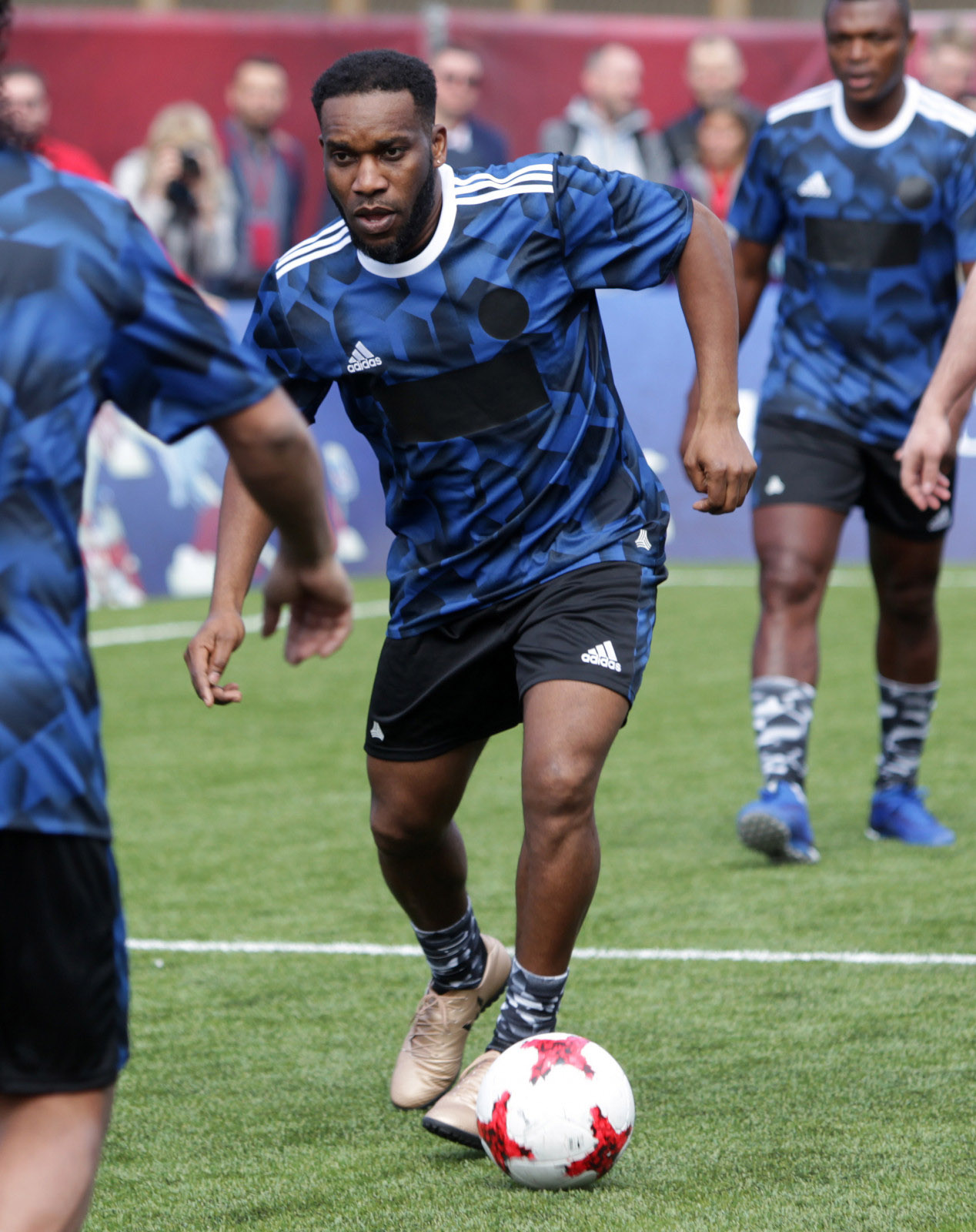
Jay-Jay Okocha (2013)